# 爆走兄弟レッツ&ゴー!!の登場マシン
爆走兄弟レッツ&ゴー!!の登場マシン（ばくそうきょうだいレッツ&ゴーのとうじょうマシン）では、こしたてつひろの漫画作品『爆走兄弟レッツ&ゴー!!』およびそれを原作にしたアニメ作品、ゲーム作品などに登場したミニ四駆の説明をアニメ版中心に纏める。
ミニ四レーサーやミニ四駆の開発者については、爆走兄弟レッツ&ゴー!!の登場人物を参照。
作中でセイバー600が市販される以前の市販マシンはレーサーミニ四駆のタミヤ独自デザインモデルのみで、徳田ザウルスがデザインを手掛けたレーサーミニ四駆のダッシュシリーズおよびスーパーミニ四駆を走らせるレーサーはこの作品には登場しないが、アニメ無印第1話にて、土屋博士が長年のマシン開発を語っているシーンで過去のマシンがいくつか表示される中、一度だけ『ダッシュ!四駆郎』に登場した、エアロソリチュードが登場し、その後豪の部屋のシーンでリバティーエンペラーが描かれたポスターの存在が確認できる。なお、大抵のマシンはオーナーによって大幅に改造されているとされるが、基本的にグレードアップパーツがない状態で描かれている（一部シーンでは付いていることもある）。

## 星馬豪の使用マシン
「かっとびマシン」としてとにかく軽量化、ストレートでのスピードを重視。ボディカラーは青を基調としている。マシン名の「マグナム」とは弾丸の種類およびそれを使用する銃器の名称である(豪はその意味を教えられるまで知らなかった)。作中では「拳銃の王様」と言及された。また、マグナムの進化は「壊されて、修復する」というのが基本的なスタンスである。基本配色の白ベース&青はホンダ車がモデル。なお、マグナムセイバー以降は豪の趣味によってライトが取りつけられている。
アニメ版では基本的にレブチューンモーターを装備。
マンタレイJr.（マンタレイジュニア、Manta Ray Jr.）
シリーズ - レーサー
シャーシ - ゼロ
土屋博士からマグナムセイバーを与えられる前まで使われていたマシンで、市販のミニ四駆をベースに独自の改造を施していた。マグナムシリーズではないため、青基調ではない。
マグナムセイバー(Magnum Saber)
シリーズ - フルカウル
シャーシ - スーパー1、スーパー2
初代マグナム。
土屋博士から貰った試作型セイバーを豪自身が改造したもので徹底的な軽量化による高速走行を重視しているがダウンフォース不足で安定性を著しく欠く一面もある。そのためにコースアウトすることもあったが空中でマシンをきりもみ回転させて弾丸のように飛翔する必殺走法マグナムトルネードを得てからはコースアウトによるリタイアのリスクが減った。マグナムトルネードはその後のマグナムにも受け継がれていく。
GJCウインターレースでデビュー戦を飾る。本選において破損しながらもソニックセイバーと合体させる形で使用して、他のマシンを誘導しつつ、1位になるもルール違反により失格となる。GJCスプリングレースではトライダガーXとの一騎打ちをマグナムトルネードで制して、1位を飾った。大神研究所内でのプロトセイバーJBとのレースでソニックセイバーと共に溶岩の中に落とされて融ける。
セットアップローラーズやFRPマルチ補強プレートセット、ハイマウントローラーなど比較的グレードアップパーツの装備シーンが多い。
『MAX』の原作最終回では、1人の少年がマグナムセイバーを使用していた。
PlayStation用ゲーム『ミニ四駆爆走兄弟レッツ&ゴー!! WGPハイパーヒート』では、土屋博士によってレプリカが制作。ジュンが土屋博士から借りて使用している。
ビクトリーマグナム(Victory Magnum)
シリーズ - フルカウル
シャーシ - スーパー1、スーパー2
2代目マグナム。
空力性能や重心が大幅に強化されており、スピード重視の性能を考慮して、リヤウイングは小型化されており、ストレート走行重視であるマグナムの名を受け継ぐに相応しいマシンとなった。
バンガードソニックと共に開発されたVマシンで土屋博士曰く、豪が育てたマグナムセイバーを形にしたもの。当初、豪はマグナムセイバーを失った悲しみからビクトリーマグナムを使うことに抵抗を感じていたが父・改造から聞かされた鮭の話から「ビクトリーマグナムはマグナムセイバーの残した子供」と捉え、ビクトリーマグナムを受け入れた。藤吉カップ出場時、豪はビクトリーマグナムにマグナムセイバーの魂を受け継がせるべく、最初はマグナムセイバーの形見であるレブチューンモーターを使用。魂の引継ぎを終えた後は新たなモーターを搭載し、1位を飾った。サマーカップでは、ビークスパイダーにより次々とマシンが破壊されながらも、2位に入った。大神カップではブロッケンGと共にリタイアとなる。大神研究所の最終テストコースである記録の谷（Jいわく本当の名前は地獄の谷）での大神軍団とのレースにおいて、ビークスパイダーとブロッケンGに追い上げをかけるべく、マグナムトルネードで飛んでゆく最中にテスト走行を兼ねて突如乱入したレイスティンガーのニードル攻撃を受けて大破・空中分解した。
原作では土屋博士にVセイバーを返すために足を運んだサマーカップで藤吉の手で無理やり出場させられるがバンガードソニックと共にコースアウトした際に落ちた網の中で、もがく姿にセイバーの最期を思い出した星馬兄弟の手で2台とも助けられ、メンテにより本来の力を発揮。1位を飾った。その後、烈の忠告に豪が耳を傾けず、シャーシを軽量化しすぎたため、マシンの強度が脆くなり、大神軍団との最終レースの最中、シャーシが破損する。液体パテ（後にZMCの粒子が使用されていることが判明）を使ったことでシャーシは補修できたがボディはブロッケンGのハンマーGクラッシュを受けて破壊された。
全体的に丸みのある造形・カラーリングのバンガードソニックと比較して角張ったデザインとなっており、ここから双子のような存在だった烈と豪のマシンは、それぞれ独自の進化を遂げていくこととなる。
アニメ版『MAX』では市販品として量産が行われた。
キット売上は歴代ミニ四駆2位の売上を誇っている。
サイクロンマグナム(Cyclone Magnum)
シリーズ - フルカウル
シャーシ - スーパーTZ、スーパーTZ-X、 AR
3代目マグナム。
リヤウイングは再び大型化されているが極限まで空力の追求が行われており、強烈なダウンフォースによって、トライダガーの得意とする壁走りも可能となった。苦手なコーナーもダウンフォースで無理矢理マシンを押さえつけている為、コースアウト問題もクリアしている。Jによれば、独特な形状のフロントカウルから生み出される強力なダウンフォースとビクトリーマグナムよりも軽いボディの効果でパワーウェイトレシオも上がっており、それが凄まじい加速を生み出すとのこと。その上、マシン全体がエアシールドで覆われており、強力なダウンフォースを発生させている激しい気流がバリアのようにマシンを包んでいる。ただし、ある程度のスピードが出ないとスーパーダウンフォースが発生しない為、スタート直後は非常に不安定な走りなのが弱点。
ビクトリーマグナムを破壊された後の豪が土屋研究所のバーチャルシミュレートマシン内でVマグナムを進化させて、設計を行った後、Jと共に土屋研究所の設備を使って、設計・開発し、ビクトリーマグナムの唯一の形見であるボディキャッチを取り付けて完成させた。初レースであるオータムカップではレイスティンガーのアタックを物ともしない走りを見せたが、レース終盤でボディの強度が不足していたばかりにシャーシからボディがフロントから外れ、カウルがふっ飛んで横転。そのままゴールするも4位に終わる。
第1回WGPではグランプリマシン仕様となり、ビクトリーズのエースマシンとして活躍するがチームランを無視したスタンドプレーの末、コースアウトやリタイアする展開が目立っていた。ロッソストラーダのディオスパーダによるアディオダンツァによって大破するが、他のビクトリーズのマシンのパーツを組み合わせたサイクロントライコブラエボリューションハリケーンマグナム（豪談）となり、ロッソストラーダのディオスパーダ軍団をごぼう抜きにし、最後の逆転勝利を収めたものの車体がもたず大破。豪は「よくやったな、マグナム」と健闘を称え、勝利を誓った。
原作ではビクトリーマグナムがブロッケンGのハンマーGクラッシュにより粉砕された直後、烈と共に鍾乳洞内の発電施設に迷い込んだ豪がバトルマシン対策で土屋博士から支給されていた液体パテにZMCの粒子が配合されていると分かったことから烈の協力を得て、Vマグナムの破片をパズルのように組み合わせていき、発電施設の高熱蒸気で余分なパテを溶かして削り取る形で修復・改造した即席マシン。驚異的なスピードにより、マシン後方に渦が発生する。レースに復帰後はハンマーGクラッシュを跳ね返し、最終決戦ではスティンガー軍団に対し、サイクロンマグナムの走行風を増幅させる7台によるフォーメーション走行・ファイナルフォーメーションにより蹴散らした。大神研究所内のレース中ではマシンデザインが微妙に異なりそれ以降はキットに近いデザインに修正された。
劇中で珍しく、リアローラーステーを装備したシーン（無印最終回）のあるマシン（後ろにあっても大体サイドガードにある）でもある。
オリジナルのサイクロンマグナムは前述の通りロッソストラーダ戦で大破し、後に後述のビートマグナムのベースとなっているが『Return Racers!!』の中学生編において経緯は定かではないがARシャーシ版をもう1台所有しており、それはチイコとの初デートをかけたレースの為にジュンのサポートの元で俊敏性を高めたサイクロンマグナム・ブルーメタリックバージョンに改造された。
作品内外問わず豪及びこの作品の代表マシンとしての知名度を誇り、キット売上は歴代ミニ四駆4位の売上を誇っている。
ビートマグナム(Beat Magnum)
シリーズ - フルカウル
シャーシ - スーパーTZ、AR
4代目マグナム。
ZMC製のシャーシにフルカウルミニ四駆としては初となる大径タイヤを標準装備したマシンであり、上り坂には弱くなるがトップスピードは向上。それにより、トビウオのような走りも行うことが可能になった。サスペンション型のショックアブソーバーも装備したことでショック吸収能力も向上している。これまでのマグナムシリーズにあったマグナムトルネードがダウンフォースの効き過ぎにより使用できなくなったという弱点が生まれたが試行錯誤の末、新たにシャーシの柔軟性とボディサスペンス機能を生かした必殺走法・マグナムダイナマイトが誕生した。
ロッソストラーダとのレースでビクトリーズのマシン全車が大破した後、次の選抜レースに備えて、サイクロントライコブラエボリューションハリケーンマグナム仕様時のサイクロンマグナムをベースに開発された。テスト走行において、シャーシが走行に耐えきれず破損したため、鉄心の工房に残っていたZMCシャーシを使用。今度はスピードが失われたが近くのモトクロスからヒントを得た豪のアイディアを基にサスペンションを装備させたことでスピード問題も解決した。選抜レースで初陣を飾り勝利。レース終了後にJの「ハートビート」発言からハートビートマグナムと名付けられるが二郎丸から「長すぎる」と言われたため、ビートマグナムに改められた。最終的には第1回WGPの1位を獲得したマシンとして世界的に有名となる。
原作ではシャーシがなくて困っていたとき、鉄心の工房で見つけたスーパービートシャーシに合わせて、他のメンバーのパーツも使って完成。スーパービートシャーシは龍の吊り橋と呼ばれる不安定な橋を渡るために作られ、ドラゴンサスペンションシステムというサスペンションが付いており、ドラゴンサスがしなやかに動くことで路面を確実に捉え、切れた吊り橋をも登ることが出来る。その反面、鉄心曰く「ものすごいじゃじゃ馬で誤魔化しがきかない」と評される程にセッティングは難しく、豪はセッティングするのに非常に苦戦した。アニメ版とは逆にマグナムトルネードも使用可能であり、サスペンションを固めにセッティングし、マグナムトルネードの着地の反動を利用して再度マグナムトルネードを行う新技のドラゴンサスペンション・マグナムダイナマイトも披露した。『MAX』においては星馬兄弟と豪樹がバーチャル機能でレースを行い、バーチャル空間から脱出する際にビートマグナム、バスターソニック、マックスブレイカーの3台をシャーシ裏で合わせた状態からのトリプルトルネードを使用。また、市販化されたのか『MAX』番外編ではモブキャラクターの半数近くが色違いの同マシンを使用している。
ライトニングマグナム(Lightning Magnum)
シリーズ - エアロ
シャーシ - VS
5代目マグナム。
第1回WGPにおいて、大きな成果を挙げたビートマグナムをさらに進化させた5代目のマグナムであり、劇中に登場したマグナムシリーズの最終発展型。従来のマグナムよりコンパクトにまとめられており、ストレート走行においては最強クラスの性能を誇る。さらに新型サスによりコーナーリングも安定。これまでのマグナムの白&青と異なり青ベースのボディになっている。
原作のみの登場でアニメでは未登場。
バイソンマグナム(Bison Magnum)
シリーズ - PRO
シャーシ - MS
6代目マグナム。外見は初代マシンのマグナムセイバーに似ている。
書き下ろし漫画「爆誕！バイソンマグナム」に登場。全米大会に向けた特訓中事故により大破したライトニングマグナムを豪が新シャーシ（現実世界のMSシャーシ）に適合させる形で修復。遭難中に出会ったネイティブアメリカンや精霊たちからヒントを得たもののほぼ豪の独力で完成。その完成度は土屋博士に「新シャーシのパワーをしっかり受け止めている、力強い走り」と評された。
デュアルハイブリッドGマグナム
シリーズ - フルカウル
シャーシ - AR
『爆走兄弟レッツ&ゴー!! Return Racers!!』の青春中学生編に登場したマグナム。
大神博士の息子・陽人と豪が土屋博士の開発したプロトタイプマシンを共同で改造して作り上げたマシン。ノーズ部分には豪と陽人の名前の頭文字「G・H」が刻まれている。車体にかかるGを検知してマシンの動きを制御するシステムが組み込まれており、このシステムのおかげで最高速重視の不安定なセッティングでも安定して走らせることが出来る。製品化の予定は未定。
Gマグナムタイプゼロ
シリーズ - フルカウル
シャーシ - AR
『爆走兄弟レッツ&ゴー!! Return Racers!!』の青春中学生編に登場したマグナム。
ボディはデュアルハイブリッドGマグナムに近似しているが陽人と決別した為、陽人が開発したシステムは削除されノーズの文字も「豪」に戻されている。製品化の予定は未定。
グレートマグナムリボルバー
シリーズ - フルカウル
シャーシ - FM-A
『爆走兄弟レッツ&ゴー!! Return Racers!!』の青春中学生編&『レッツ& ゴー!!翼　リターンレーサーズ伝』に登場したマグナム。
Gマグナムタイプゼロを壊し、自分に反旗を翻した陽人を倒すために豪が生み出した新しいマグナム。これまでのマグナムに用いられてきたシャーシとは異なり、モーターの搭載位置が前にあるFM-Aシャーシを採用している。ボディの左右にはリボルバー拳銃の弾倉と同じ形状の圧縮カートリッジ空気噴射システムを備え、それにより爆発的な加速を生み出す。その後、息子の翼に譲渡された。劇中とキットではリアウィングのデザインが大きく異なる。
『コロコロアニキ』2017年秋号にてデザインが発表された後、2018年春号でCGデザインを公開し、2018年夏号にて試作品が完成した。

## 星馬烈の使用マシン
安定性とコーナリング性能を重視。ボディカラーはイタリア車がモデルの白&赤を基調としている。マシン名の「ソニック」とは音速の意味。ソニックの進化は「烈自身が破壊（失敗など）し、進化する」というのが基本的なスタンスである。
アニメ版では基本的にトルクチューンモーターを装備。
スーパーアスチュートJr.（スーパーアスチュートジュニア、Super Astute Jr.）
シリーズ - レーサー
シャーシ - ゼロ
烈が土屋博士からソニックセイバーを与えられる前まで使われていたマシンで、市販のミニ四駆をベースに独自の改造を施していた。ソニック系ではないため、赤基調ではない。
ソニックセイバー(Sonic Saber)
シリーズ - フルカウル
シャーシ - スーパー1、スーパー2
初代ソニック。立ち上がり気味のリアウイングによりコーナリングに優れる。マグナムセイバーとシャーシ裏同士を合わせた状態から共にマグナムトルネードを用いる、合体必殺走法「ダブルトルネード」も使用。
土屋博士から与えられた試作型の白いソニックセイバーを烈が改造して完成。GJCウインターレースでデビュー戦を飾る。本選において破損しながらも、マグナムセイバーと合体させる形で使用して、他のマシンを誘導しつつ、1位になるもルール違反により失格となる。GJCスプリングレースではリタイアとなるが、後日行われた3位決定戦で優勝した。大神研究所内でのプロトセイバーJBとのレースでマグナムセイバーと共に溶岩に落とされて融ける。
原作第1話ではコーナリングのためにバンパーがボディと水平に改造されている特色があったが、第2話以降はノーマルシャーシ準拠のデザインとなっている。アニメ版でも第1話のみ、原作第1話と同様のデザインになっているカットが存在する。
PS用ゲーム『WGPハイパーヒート』では、たまみが烈から借りて使用している。なお、マグナムセイバーと同じレプリカであるかは不明。
バンガードソニック(Vanguard Sonic)
シリーズ - フルカウル
シャーシ - スーパー1、スーパー2
2代目ソニック。大型リヤウイングの装備によって、コーナリングにおける性能はソニックセイバーに比べ大幅に向上。ビクトリーマグナムが角張っているのに対して、ソニックは丸みを帯びたデザインの車体となっている。
ビクトリーマグナムと共に開発されたVマシンで、土屋博士曰く、烈が育てたソニックセイバーを形にしたもの。当初、烈はソニックセイバーを失った悲しみからバンガードソニックを使うことに抵抗を感じていたが、土屋博士の説得により、ソニックの遺志をバンガードソニックに継がせる決意を固めた。藤吉カップ出場時、烈はバンガードソニックにソニックセイバーの魂を受け継がせるべく、最初はソニックセイバーの形見であるトルクチューンモーターを使用。魂の引継ぎを終えた後は新たなモーターを搭載し、2位を飾った。サマーカップでは、ビークスパイダーの攻撃により、リタイアとなる。大神カップでは、1位を飾った。オータムカップにも出場するが、ベスト3には入れなかった。
その後サイクロンマグナムの性能に焦った烈の改造により他のマシンの機能を再現できるようになったが、ソニック本来の走りは失われたことから（豪いわく「訳わかんねえへっぽこぴーマシン」）3代目ソニックことハリケーンソニックの制作に至った。
原作では、土屋博士にVセイバーを返すために足を運んだサマーカップで藤吉の手で無理やり出場させられるが、ビクトリーマグナムと共にコースアウトした際に落ちた網の中で、もがく姿にセイバーの最期を思い出した星馬兄弟の手で2台とも助けられ、メンテにより本来の力を発揮。2位を飾った。
アニメ版『MAX』では市販品として量産が行われた。
ハリケーンソニック(Hurricane Sonic)
シリーズ - フルカウル
シャーシ - スーパーTZ、AR
3代目ソニック。サイクロンマグナムと同じスーパーダウンフォースマシンだが、スピードでダウンフォースを生み出すマグナムと違い、車体全体が翼の役割をしているウイングカーであるとのこと。カウルもシャーシも全て翼の一部であり、シャーシ一体型のサイドローラーもウイングの役割をしている。最大の特徴は小型のフロントウィングと3段のフラップを備えた大型のリヤウィングによる2段型ウイング。
SGJCに向けて制作し、大神博士の援助を受けることで完成。公式レースにおいては、SGJCが初出場となった。
WGPにおいては、グランプリマシン仕様となり、TRFビクトリーズのリーダーマシンとして活躍。第1回WGP終盤のオーディンズ戦にてコースアウトして大破。回収しようとした烈は、転落して足を負傷し、病院に入院した。
原作ではWGP開催前にブレットとのレースに敗北した後、バンガードソニックに代わる新たなマシンとして烈自身の手で制作された。
必殺走法は「ハリケーンパワードリフト」。
バスターソニック(Buster Sonic)
シリーズ - フルカウル
シャーシ - スーパーTZ、AR
4代目ソニック。最大の特徴はフロントダンパーの可変機構であり、コーナーにおいてはフロントのノーズを沈み込ませることで強烈なダウンフォースを発生させホイールベースを短縮し、直線では逆にダウンフォースを減らしホイールベースを延ばすことでスピードを稼いでいる安定性とスピードを両立させたマシン。必殺走法はフロントサスの反動で車体の向きを変えて曲がる「バスターターン」コーナリングにおいては最強クラスの性能を誇り、これによってアイゼンヴォルフのミハエルが使用するベルクカイザーR型にも勝利している。
原作では、ハリケーンソニックが修理したばかりで、セッティングが完璧でないとはいえビートマグナムにコーナーリングで負けた後、土屋博士から貰ったスーパービートシャーシを改良したシャーシにハリケーンソニックを乗せてみた結果、マグナムに勝てるようになったが、烈自身はしっくり来なかった。そんな時、ジュンがマウンテンバイクで見せたエアターンからアイデアが湧き、サスペンションをフロントに移動させるなどして完成させた。必殺走法の名は「バスターフェニックスターン」となっている。
『MAX』原作の番外編では市販化されたのかモブキャラクターの大半がビートマグナムかこちらのマシンの色違いを走らせている。
ブリッツァーソニック(Blitzer Sonic)
シリーズ - エアロ
シャーシ - VS
5代目ソニック。細く尖ったフロントノーズやぎりぎりまで小型化されたフェンダーなど、空力性能がいちだんとアップしており、リヤウイングは3つに分かれた複合型を装備、これによってあらゆる場面でダウンフォースを確保している。フロントには高性能なサスペンションが装備され、カーブでの安定性を向上させている。これまでのソニック系以上に、赤いボディになっている。
第2回WGPにおいて、開発された。コミック劇中での登場は「駆けろ！ロデオソニック」のみ。
原作終了後の月刊コロコロコミック誌ではこしたてつひろによる挿絵とジオラマによるフォトストーリーが掲載され、ビクトリーズのメンバーとアイデアを出し合いマシンを製作、その後、最終仕上げは烈が行い、豪(ライトニングマグナム)とのレースを行っている。原作のルーキーチーム戦後はネロ、豪、カリフとともにアフリカへ渡った烈がこのマシンでレースを行い、砂漠のクラッシュでライトニングマグナムとディオマース・ネロがリタイアしたあと、コーナリングでデザートゴーレムを引き離し勝利を収めている。
ロデオソニック(Rodeo Sonic)
シリーズ - PRO
シャーシ - MS
ミニ四駆25周年を記念して作られた6代目ソニック。外見は初代マシンのソニックセイバーに似ている。
ストーリーでは、書き下ろし漫画「駆けろ！ロデオソニック」および「爆誕！バイソンマグナム」のラストシーンに登場。ブリッツァーソニックの改造型であり、元々は突出し過ぎたパワーをコントロールし、スムーズに走らせるために、補強パーツによってシャーシを押さえ込んでいたが、カルロに「意気地の無い改造をした」と指摘されたことで、補強パーツの解除と大型ウイングを寝かせ、自由な走りをする超攻撃的なマシンへと変わった。
ブラストソニック(Blast Sonic)
シリーズ - フルカウル
シャーシ - AR
物語では『爆走兄弟レッツ&ゴー!! Return Racers!!』に登場。
土屋博士の推薦での海外留学を機にミニ四駆を卒業する烈が、豪との最後の勝負に当り自身の知見の全てを傾注したマシンで、恐らくバスターソニックの直接の後継機に当たる。
ウィングだけでなくボディ全体で空気の流れを制御する可変ボディシステムを搭載。
Gブラストソニック（グレートブラストソニック、G (Great) Blast Sonic）
シリーズ - フルカウル
シャーシ - AR
最後の戦いの最中にコースを塞いだ炎にブラストソニックが突っ込んだ結果、ボディが変形してパワーアップした姿。
執念の走りによって豪との勝負に勝利した。
必殺走法は「G（グレート）ブラストソニックファイアスピンダンス」。
この時に豪が烈とのレースに使用したマシンはビートマグナムであり、ライトニング/バイソンマグナム及びブリッツァー/ロデオソニックについては一切の言及がなく、ブラストソニック自体も上記の通りバスターソニックの後継機であり、時系列が不明になっている。また、中学生編ではボディは元のブラストソニックに戻っていた。
コスモソニック
シリーズ - フルカウル
シャーシ　- FM-A
Return_Racers!!にてGブラストソニックが敗北した際に歴代のソニックに夢で励まされながら開発されたマシン。
Gブラストソニックの後継機に当たりシャーシもグレードマグナムと同様のFMシャーシである。
その後、佐上模型店に飾られていたがスーパーアバンテRSを失った翼の友達の瞬に譲渡された。

## 鷹羽リョウの使用マシン
外見は黒いボディに炎のような模様が入っており、強烈なダウンフォース機能による「壁走り」を必殺走法としている。豪のマグナム系同様にスピード系のマシンだが、トライダガー系はオフロードでのスピードにも優れている。マシン名の「トライダガー」とは根元から三つまたに分かれた短剣を意味する。
トライダガーX（トライダガーエックス、Tridagger X）
シリーズ - フルカウル
シャーシ - スーパー1、スーパー2
初代トライダガー。Xの名の通り、X状のボディをしている。
土屋博士から与えられたもので、二郎丸が無断で持ち出した際には、追加装甲によりツギハギ状になっていた。
ダウンヒルレースとGJCスプリングレースで豪のマグナムセイバーと対戦して敗れるが、前者ではスタート時に星馬兄弟に100秒（原作では10分）のハンデを与え、後者ではアクシデントに巻き込まれた豪をわざわざ待っており、実質的にはトライダガーの勝利であったことから、長らくリョウは「無冠の帝王」と呼ばれることになった。GJCサマーレースでビクトリーマグナムを庇い、ビークスパイダーに真っ二つにされた。
原作でもビークスパイダーに真っ二つにされるが、草レースでの出来事であり、最初からトライダガーが標的にされていた。
アニメ版『MAX』では市販品として量産が行われた。
『Return Racers!!』では新たに作り直されたらしいものが登場し、途中でトライダガーWXに改修された。
トライダガーWX（トライダガーワイルドエックス、Tridagger WX）
シリーズ - フルカウル
シャーシ - AR（漫画初登場ではスーパー1）
物語では『Return Racers!!』に登場。
北海道でのレース中に遭遇したヒグマの攻撃を受けたトライダガーXを修復し、それにリアウイングを変更しつつリョウがドライバーではぎ取ったヒグマの毛皮を貼り付けたもの。
倒木を切り裂くパワーを持つ。
バイカーのサラが借りた際には白色に塗装された。この時はARシャーシになっている。

ネオトライダガーZMC（ネオトライダガーズィーエムシー、Neo Tridagger ZMC）
シリーズ - フルカウル
シャーシ - スーパー1、スーパー2
2代目トライダガー。材質に「夢の新素材」と呼ばれるZMCを採用し、炎にも衝撃にも強いマシンとなった。カウルの形状によって、後方部にあるブースターのような部分を利用したジェット効果による加速ができる。これによって、トライダガーX以上のダウンフォースが生まれ、安定性を補っている。
カイのビークスパイダーにトライダガーXが破壊された後、土屋博士と鉄心の協力を得て完成。ビークスパイダー戦で初陣を飾り、雪辱を果たした。公式レースには、SGJC本戦と翌年のウィンターレースに出場。
アニメではグランプリマシン仕様となり、ZMCとGPチップの相性が良かったことから他のビクトリーズマシンにもZMCの素材が用いられることになった。得意のオフロードでビートマグナムに及ばなくなるが、藤吉が新マシン設計のために開発したサスペンションの搭載によって、オフロード走行におけるスピードも大きく上がった。
製品版では、ボディがスーパー1シャーシのバンパーに密着するようにデザインされている影響で、他シャーシへの載せ替えが非常に難しい。後に限定発売されたスーパー2シャーシ搭載のカーボンスペシャル版では、フロントフック部分が金型改修されている。
原作では大神軍団との決戦レースにおいて、同じZMCを用いたレイスティンガーの針にボディを貫かれるも、ゴールした。
ライジングトリガー(Rising Trigger)
シリーズ - エアロ
シャーシ - スーパーX、スーパーXX
3代目トライダガー。
誕生経緯はアニメ版と原作で異なり、原作においてはWGPの戦いで損傷したネオトライダガーに代わり、中国(ホァンの故郷)にて岡田鉄心らとともに開発した。 ZMCよりも強度が高くなっている強化ZMCをボディ材質に使用している。
一方で、アニメにおいては、日本にいる一文字博士が、第2回WGPが開催されているアメリカにいる土屋博士に豪樹のニューマシンであるブレイジングマックスのデータを送り、それに土屋博士が斬新なアイディア（特にシャーシにエアインテークを設けたことによりシャーシからダウンフォースという技術には、感服していた）に刺激され、本マシンに取り入れて完成させた。
第2回WGPの最中から使用するようになり、リョウが一時的に帰国した際には、一文字兄弟と対戦して連勝。WGPレーサーの実力を大いに見せつけた。
トライダガーXX（トライダガーダブルエックス、Tridagger XX）
シリーズ - PRO
シャーシ - MS
4代目トライダガー。『MAX』終了後に登場。マシンの形状はリョウの初代マシンのトライダガーXと似ておりフロントがより巨大になっている。漫画未登場。

## 三国藤吉の使用マシン
コーナリングおよびテクニカルコーナリングを重視としたマシンであり、青いボディに稲妻のような模様が入っている。物語が進むにつれ発展型が開発されている。烈とセッティング設定が酷似しているが、烈のソニック系のマシンが高速コーナリング仕様であるのに対して、藤吉のスピン系のマシンはカリカリの超テクニカル仕様に仕上げてあるのが、2人の大きな違いである。スピン系の進化は「伝承」というのが基本的なスタンスである。ちなみに藤吉のマシンは、トライダガーやマグナム等の「破壊される→ニューマシン開発」の流れが一度も無かった。
スピンアックス(Spin Axe)
シリーズ - フルカウル
シャーシ - スーパー1
初代スピンアックス。テクニカルコースでのコーナーリングを得意としており、連続コーナーや小回りの良さは群を抜いている。必殺走法はフロントのバネ付きローラーの反動で、コーナー前半で向きを変えて、稲妻状にクイックに曲がる「サンダードリフト走法」。
土屋博士からスピンアックスを与えられた藤吉は、星馬兄弟に挑戦。得意のコーナーで豪のマグナムを負かし、同じコーナーリングマシンの烈のソニック相手には自身が有利になるように、コースに細工をするも敗北した。GJCにおいては、スプリングレースに出場するも上位3位には入れなかった。スプリングレース終了後に開催した、藤吉カップでは3位に入る。
原作では、藤吉カップの原型であるサマーレースで3位に入った。大神軍団との戦いに備えてのレースでは、Vセイバーとネオトライダガーとの差から、Jと共に新マシンを開発することになった。
アニメ版『MAX』では市販品として量産が行われた。
スピンアックスゼロ(Spin Axe Zero)
シリーズ - フルカウル
『爆走兄弟レッツ&ゴー!! Return Racers!!』に登場。スピンバイパーをもってしても敗北した藤吉が原点に立ち返り、スピンアックスのボディを透き通るほどに削り軽量化したマシン。コースの横壁に当たらず走行できるほど軽やかな動作を可能としている。未キット化のためシャーシは不明。

スピンコブラ(Spin Cobra)
シリーズ - リアル、フルカウル
シャーシ - スーパー2
2代目スピンアックス。アニメではスーパーFMシャーシを使っており、左右独立のヴァリアブルサイドウイングやバキュームシステムを採用したため、コーナリングやアップダウンでの安定性は非常に優れており、高速かつ連続でクリアが可能になった（ファイター曰く「走る最先端技術」）左右独立のサイドウィングと埋め込み式ローラーも搭載されている。素材はカーボンとアルミハニカムの超薄型コンポジット素材を使用。
ビークスパイダーの登場により、スピンアックスでは歯が立たないことを悟った藤吉が、スピンアックスをベースに、三国コンツェルンの総力を結集して開発。ビークスパイダーの空気の刃をも弾き飛ばすことで、ビークスパイダー相手に初めて勝利を手にしたマシンとなる。GJCサマーレースでは、ビークスパイダーの攻撃でリタイア。GJCオータムレースでは、3位に入った。
第1回WGPではグランプリマシン仕様となる。ハイテクを追求しすぎたことで車体総重量が重くなり、GPチップの学習が追いつけなくなるという弱点が生まれ、中々レーサーの思うように活躍ができずにいたが、対オーディンズ戦にてパーツのほとんどが取り外され、新走法「ライトニングドリフト」の完成によって再び第一線で活躍できるようになった。しかし、それでもオフロードに対応できないという弱点が残ったため、新たにスピンバイパーが開発された。スピンコブラはスピンバイパーのGPチップに走法を全て継承させた後、グランプリマシンを引退。通常のミニ四駆に戻された。
原作ではVセイバーとネオトライダガーに大きく差を付けられた藤吉がJと共に土屋博士に頼んで、スピンアックスを改造強化してもらったマシン。リアルミニ四駆第1弾ということで、非常にメカメカしいシャーシをしており、左右独立のサイドウィングと埋め込み式ローラー、そして内蔵カメラにより状況に応じて稼働するステアリングを搭載しており高いコーナリング性能を発揮する。内蔵されているチップを入れ替えることによりセッティングを変化させることができる。ボディの素材は不明だが、大神の小型メカをはじき飛ばしているあたり高い強度の物を使用している。
スピンバイパー(Spin Viper)
シリーズ - リアル、フルカウル
シャーシ - VS
3代目スピンアックス。リョウと一緒に山篭りの修行をして作り上げたマシンで、最初からグランプリマシンとして開発が行われた。リョウのアイディアを加えたものによる新型サスペンションの搭載によって、スピンコブラの際に苦手中の苦手であったオフロードに十分対応できるようになっている。完成して間もなく、WGPに出場することになり、同時参加したスピンコブラの走行をスリップストリームで追いスピンコブラの走法全てをGPチップに記憶させることで、スピンコブラの全てを継承し、WGPで活躍した。
原作ではロッソストラーダ戦でスピンコブラが再生不能となったことから、新型に改造することになった。しかし、藤吉が改造案をみんなに相談しようとしたとき皆が忙しくて相談に乗ってくれないのを、無視されたと思い込み人間不信になってマシンに異常な愛情を注ぐようになり、最初はたくさんの高級パーツをゴテゴテに乗せられたものが作られたがパーツが多すぎて力を発揮できなかった。その後、無視されたのは勘違いだとわかり友情が回復し、余計なパーツを取っ払ってさらにJが作った新型のパーツを装備して完成した。最大の特徴は、Jの開発した新型のホイールで状況によってホイールの口径を変えることができ、ストレートにもコーナーにも強くなった。原作の本編ではMAX1話の冒頭しか登場していない。
原作とアニメのカウル形状はほぼ同じものの、雷模様の配色が原作およびリアルミニ四駆では黄色からオレンジに近い赤へのグラデーション、アニメ版では黄色一色で統一されている。メカ部分やシャーシのデザインや機能は原作とアニメ版とで違いが多い。
スピンアックス Mk.II（スピンアックス マークツー、Spin Axe Mk.II）
シリーズ - PRO
シャーシ - MS
4代目スピンアックス。『MAX』終了後に登場。マシンの形状は藤吉の初代マシンのスピンアックスと似ている。劇中未登場。

## Jの使用マシン
元々はバトルレースマシンとして開発されたものであるが、レースの楽しみを知ったJ自らによってバトル機能は排除された。他のビクトリーズのマシンに比べると突出した能力は少ないが、元々大神博士が開発したマシンであったことから、空力制御はトップクラスであり、決定的な弱点という弱点が全く見当たらないため、発展型へ改造するよりも、新機能を次々と組み込んでいくことで強化されていき、Jの研究成果を盛り込んだ万能型マシンとして、ビクトリーズのチームランニングを大きく支えた。
プロトセイバーJB（プロトセイバージェイビー、Proto Saber JB）
シリーズ - フルカウル
シャーシ - スーパー1
Jの初代マシンで、大神博士が作ったセイバー。セイバーシリーズの原型機であるスーパーアバンテをフルカウルマシンにしたような形状を持つ。ボディカラーは紺青色を基調としている。レーサーが左腕に装備したリモコン（中にはマシンを入れるスペースもある）操作で走行中に空力・ローラーの角度・ギア比などを自由に変えることができ、状況に合わせて、リアルタイムで自由にセッティングを変えられる。ウイングの角度を変えることで後方の風を乱し、後方のマシンを吹き飛ばす機能も持ち、空力を調節することでサイドのエアインテークからも放出。この機能は後に、空気を溜めて、一気に噴出する空気砲攻撃へと改良され、敵マシンを破壊できるほどの威力となった。ただし、空気砲は後ろにしか撃つことができないので、攻撃するためには相手より速く走り前に出てから撃たねばならず、普通に走っても勝てるところで他のマシンを壊すためにわざわざ減速する本末転倒な状態になることもあった。
星馬兄弟のセイバーを2回も破り、2回目は溶岩に落として、溶かしている。藤吉カップではリョウやまことを初めとした参加レーサーたちの各マシンを次々に空気砲で粉砕していくが、風を味方につけたVセイバーには苦戦。至近距離からの空気砲でバンガードソニックにダメージを与えるも、ビクトリーマグナムに空気砲を破られる。それにより、コースアウトするも、改心したJの手でリモコンを壊され、通常のマシンとして完走した。藤吉カップ終了後、空気砲で大破させたトライダガーを修復するべく、Jの手でパーツを外され、走ることさえできなくなったが、ビクトリーマグナムのレブチューンモーター、スピンアックスのタイヤとホイール、二郎丸スペシャルに搭載している電池を豪、藤吉、二郎丸の3人から託され、トライダガーと勝負した。
原作では、星馬兄弟のセイバーとのレースは一度きり。藤吉カップでのVセイバー戦はGJCサマーレースで描かれ、本大会には、リョウとまことは出場していなかった。その後、大神軍団との戦いにも備え、Vセイバー、ネオトライダガー、スピンアックスとレースを行うも、Vセイバーとネオトライダガーに差を付けられ、藤吉同様に新マシンを開発することになった。
発売年の『月刊コロコロコミック』誌においては、登場に先行してスーパーアバンテをベースとした改造企画「プロトセイバー」が掲載され、1号車と2号車を経てフルカウルマシン化への系譜を表現する作例が掲載されていた。プロトセイバーJBの登場時にはこの作例との繋がりを示唆する記述も存在したが、その詳細が明かされることは無かった。
プロトセイバーエボリューション(Proto Saber Evolution)
シリーズ - リアル、フルカウル
シャーシ - AR
2代目プロトセイバー。イルカの滑らかな動きをモデルにし、油圧ダンパーにより走行しながらカウル表面が自動的に動き最適な空力を保つ「ドルフィンシステム」という特殊な空力機能を持っており、これによって、いかなる状況下でも常にマシンの性能を最大限にまで発揮できるようになっている。ボディカラーは紫を基調としている。シャーシは、スーパー1シャーシとスーパーTZシャーシの間をとったようなアニメオリジナルのデザインで、色は白と銀のような色で、セッティングはトルクチューンモーターと超速ギアのオールラウンド型を使用。名称こそプロトセイバーであるものの、バトルマシンとしては開発されていない。そのため、プロトセイバーの特徴を受け継いでいても、ほとんど別系統のマシンになっている。
GJCビッグチャレンジレース参加のために開発され、サイクロンマグナム開発時と同じくJと豪の2人で開発が行われた。そのため、豪のサイクロンマグナムと並ぶ豪とJの友情を象徴するマシンとなっている。デビュー戦であるGJCビッグチャレンジレースで1位を飾る。
第1回WGPではグランプリマシン仕様となる。それに伴い、原作やリアルミニ四駆に近い空力制御用メカが搭載され、フロントバンパーや市販品と同サイズの電池やモーターを搭載するなどの要素も残したシャーシとなった。WGP終盤、Jはマシンの周りに理想的な空気の鎧、つまりエアロバリアを作り出す「シャークシステム」をレイから託され、烈不在とポイント不測の焦りからシステムを組み込まれるが、それによって発生した「シャークエフェクト」は確かに驚異的加速をしたものの、コースを切り裂くほどの破壊力まで発揮。ついにはクレモンティーヌのBSゼブラをも真っ二つにしてしまう。その後、豪の説得を受けたJ自らの手で止められ、シャークシステムは廃されたが、その一部を継承し、ドルフィンシステムは「ハイパードルフィンシステム」として進化。イルカ状のエアカウル「ドルフィンエフェクト」によって、EVO.自体のみならず、味方のマシンをも包み込み、驚異的な加速を得ることができる。それによって、これまでチームランニングを苦手としていたビクトリーズが、抜群のフォーメーション走行を行うための要として大きく活躍し、第1回WGP決勝戦の第2セクションでは、小回りの利くスピンバイパーと、グリップ力の高いバスターソニックによる連携技「ビクトリー走法」を披露した。
原作ではスピンコブラと同時期に開発が行われるが、Jの判断でスピンコブラの完成を優先したために開発は中断。大神軍団との最終レースの後に開発を再開し、水族館でのイルカとの交流を経て完成した。リアルミニ四駆なために機械的なシャーシを使用している。
なお、アニメで行われた商店街レースで、トラブルからエボダイを括り付けて走る羽目になった際、Jから「エボリューション」ではなく「エボダイ」と呼ばれた。
漫画『爆走兄弟レッツ&ゴー!! Return Racers!!』ではJが大人になった後もアップデートを続けられており、同じ形状でも内部性能は向上している。
プロトセイバーエボリューション ステージ3(Proto Saber Evolution Stage 3)
『爆走兄弟レッツ&ゴー!! Return Racers!!』に登場。Jの手によってドルフィンシステムに改良を加えられた事によりボディ形状が積層状に変化している。
プロトセイバーエボリューション ステージ4(Proto Saber Evolution Stage 4)
『爆走兄弟レッツ&ゴー!! Return Racers!!』に登場。ステージ3からさらにリアウインが可変可能となり、ジャンプ時に加速できる。

## 爆走兄弟レッツ&ゴー!!
無印編での登場マシンは、バトルパーツが組み込んであったり遠隔操作できたり宙を舞ったりするものの、設定上は通常のミニ四駆である。

### セイバー600
セイバー600は、土屋研究所を中心にして開発されたマグナムセイバーおよびソニックセイバー、ブラックセイバーといった3台のフルカウルマシンの量産型。市販されているため、一般のミニ四レーサーたちの中にもこれを使用するものは、初心者から上級者と幅広く、それぞれにおいて様々なカスタマイズが施されている。いずれもシリーズはフルカウルで、シャーシはスーパー1である。通称「セイロク」。正式には600の部分は「シックスダブルオー」と呼ぶのが正しいのだが、「ろっぴゃく」と呼ばれるのが普通になっている。当時のミニ四駆の希望小売価格が名称の元となっている。
マグナム600(Magnum 600)
通称「マグロク」。不良チーム「バンディッツ」に敗北しビクトリーマグナムを奪われた豪がVマグナムを取り戻すために作ったマシン。セイロクを改造したもの。緑の下地にマグナム風のカラーリングでウイングはVマグナム型をしている。後に南条隼人に譲渡し、カラーリングを変更した「黒帯セイロク」に生まれ変わる。WGP編ではGJCに参戦するため、新たに購入したセイバー600を「マグロク2号」として作り上げたが、WGPレーサーに選ばれ調子に乗ってGJCを馬鹿にした豪はレース前日の夜になってやっとマシンの製作に取り掛かり、ろくにチューンアップを行わず、レース中の事故もあってジュンと同着4位に終わる。WGP最終戦のホテルでのレクリエーション走行にも登場。
ソニック600(Sonic 600)
通称「ソニロク」。不良チーム「バンディッツ」に敗北しバンガードソニックを奪われた烈がVソニックを取り戻すために作ったマシン。セイロクを改造したもの。緑の下地にソニック風のカラーリングを施したものでウイングはVソニック型をしている。
二郎丸スペシャル(Jiromaru Special)
鷹羽二郎丸の使用するセイバー600を改造したマシンに付けられた名前。『無印』13話から登場。新しく作り直される度に、「二郎丸スペシャルスペシャル…」という具合に“スペシャル”の名称が後ろに追加される。ファイターからは「神に愛されたマシン」と称されており、レイスティンガーの槍に突き刺さったまま一位でゴールしたりするなど、悪運が強いマシンである。
セイロクスペシャル(Seiroku Special)
こひろまことの2代目マシン。マシン名は、無印36話のミニ四ファイターの実況では「セイロク2001スペシャル」、無印48話のSGJC選手紹介では「セイロク2001デラックス」、SFC用ゲーム『ミニ四駆レッツ＆ゴー!!POWER WGP2』では「セイロク2001Jr.」となっている。安定した堅実な走りが特徴（ファイターいわく「偉大なる平均値」）。藤吉カップレースではJのプロトセイバーJBの空気砲に破壊されリタイア。GJCスプリングレースではブラックセイバー軍団の体当たりを耐え抜いたものの、ノコギリローラーの攻撃でリタイア。
セイロクゴッドファーザースペシャル
星馬改造が息子たちの影響を受けミニ四駆を始めた時に使用したカスタマイズ型のセイバー600。豪のマグロクや烈のソニロクのように特筆的な性能は無いが、堅実な走りを見せている。
レディーセイバー26(Lady Saber 26)
柳たまみが改造したセイバー600。カラーリングはピンクと水色のツインカラー。たまみ自身の苦手なネズミを見ると速くなり、トイレに入るとコースアウトする。26は先生自身の年齢。ただし、SFC用ゲーム『POWER WGP2』の時点でも名称は変わっておらず。烈に「あれっ？ 先生の年齢って今年で確か…」と突っ込まれた。
セイロクキッド
スプリングレース3位決定戦に参加したシャクタのマシン。レース途中まで2位に付けていたがソニックに抜かれた。サマーレースにも参加して予選を通過したが、決勝ではプロトセイバー戦隊によって破壊されている。
セイロクサンダー(Seiroku Thunder)
サマーレースでのカイの影響を受け、森男が改造したセイロク。マシンのカウルやフェンダーに金属の刃を取り付けることで、斬撃攻撃を仕掛けることができる。また、この重りのおかげでマシンが安定し、オフロードにも強くなっている。
ビークセイバー(Beak Saber)
森男の弟の澄男のマシン。兄のセイロクサンダー同様金属の刃を取り付けている。
バイオレンス600
森男の友達のマシン。森男のセイロクサンダー同様金属の刃を取り付けている。
バスタースペシャルリミテッド
森男の友達のマシン。森男のセイロクサンダー同様金属の刃を取り付けている。
バトルジャスティス
大神スペシャルに参加したレーサーのマシン。ノコギリローラーを取り付けたバトルマシン。ブロッケンGに吹っ飛ばされコースの仕掛けの竜巻に巻き込まれ破壊され、竜巻の最初の犠牲者となった。
バトルフェニックス
大神スペシャルに参加したレーサーのマシン。ノコギリローラーを取り付けたバトルマシン。
ジャスティス同様、ブロッケンGに竜巻目掛けて吹っ飛ばされ破壊された。
ドクロマシン(Scul Machine)
不良チーム「バンディッツ」が使用するマシン。名称は特になし。ノコギリパーツをふんだんに使ったアタッカーと、車体を重くしたブロッカーが存在する。
オータムレースにも参加したが、レイスティンガーにモーターを貫かれリタイアした。
セイバーロクデシナ
オータムレースに参加したレーサーのマシン。レイスティンガーにモーターを貫かれリタイアした。この時、ミニ四ファイターがリプレイをモニターに流したため、レイスティンガーの能力を多くのレーサーが知ることとなった。
松下健一の試作マシン
松下健一が豪の空気砲搭載マシンの依頼を聞いて作った試作品。空気取り込み口と空気砲が2つついている。テスト走行で空気砲は機能したがマシンが耐えきれずバラバラになった。
黒帯セイロク
南條隼人が豪から貰ったマグロクを改造したマシン。カラーリングは白のボディに黒のラインを入れたものに変更している。名前は豪が命名した。秋祭りの決勝レースでコースアウトしたものの、リタイアせずその場でセッティングを変えてレースに復帰し、3位に入賞した。

### GJC参加レーサーの使用マシン
二郎丸スペシャル
二郎丸スペシャルを参照。
ブラックセイバー(Black Saber)
シリーズ - フルカウル
シャーシ - スーパー1、スーパー2
黒沢太の使用マシン。プロトタイプセイバーの一台（なお土屋のセリフではさらにプロトタイプを所有させたレーサーがいることが示唆されているが明示されてはいない）。可変式の後部ウイングとビックガイドローラーによりストレートとコーナー両方に対応しているバランス型のマシン。
ビックガイドローラーにはノコギリの刃が仕込まれており、コーナーのGによって刃が展開され他のマシンを切り裂くこの作品初のバトルマシンでもあった。黒沢がアメリカから帰ってきたとき、ブラックセイバーCB（CBはカームバックの略）と名前を変えマシンの至る所からノコギリの刃が出るように改造された。これ以降ブラックセイバーは強化されることにサブネームをつけていくこととなった。しかし、本来は純粋に走る為のミニ四駆であったブラックセイバーへのバトルパーツの追加装備は、ブラックセイバー自体の総重量が重くなってしまい、マシンの本来の性能が発揮しきれないというある種の本末転倒な欠点が生まれてしまい、自滅に近い形でトラブルに飲まれる展開も多い。マシンの生みの親である土屋博士からも「パーツの重さでコーナーの立ち上がり加速に影響してしまっている」と、バトル機能を追加した事によって生じたデメリットについて指摘されてしまっている。
沖田カイとのレースで黒沢がバトルレースから身を引き、以後はバトル装備は搭載されなくなっており、純粋な速さで勝負していく事になる。
ブラックセイバーを元に量産型も作られておりブラックセイバー軍団が使用している。こちらもオリジナル同様バトルマシンだったが、黒沢がバトルをやめて以降は量産型もバトル装備はやめている。
ブラックセイバー独自のパーツとして砂まきタイヤがある。これは、タイヤに砂をかき出すへらがついており、砂の多い地形では走りながら後方のマシンを邪魔することができる。また、雪道に強くSGJC第2戦で3位を取る大きな要因となった。後方の気流を乱してブロッケンクラッシュを阻止したこともある。
実際に発売されたキットでは、フルカウルミニ四駆シリーズ第3のマシンだが、通し番号がなく番外扱いである（一部では「0番」との表記もあり）。
アバンテ2001Jr.（アバンテにせんいちジュニア、Avante 2001 Jr.）
シリーズ - レーサー
シャーシ - ゼロ
こひろまことの初代マシン。市販のレーサーミニ四駆をベースに独自の改造を施していた。このマシンを使用していたため、まことは「アバンテまこと」という二つ名を持つ。
セイロクスペシャル
セイロクスペシャルを参照。
ワイルドホームラン(Wild Homerun)
シリーズ、シャーシ - ワイルド
佐上ジュンの初代マシンで、市販のワイルドミニ四駆「モンスタービートルJr.」の改造車。国語の授業中に勉強そっちのけで、マグナムをいじっていたため、たまみにマグナムセイバーを取り上げられた豪が借りて使用、マグナムを賭けたレースには勝利するが、無理な軽量化がたたってボディが大破する。車検が廃止されたことでワイルドミニ四駆も出場できるようになったGJCサマーレースにも出場しているが、PS戦隊の量産型プロトセイバーの攻撃で大破、すぐリタイアした。『無印』32話でホームランマンタレイが登場した後に登場しなくなった。
マンタレイホームラン(Manta Ray Homerun)
シリーズ - レーサー
シャーシ - ゼロ、スーパー1
佐上ジュンの2代目マシンで、市販のレーサーミニ四駆「マンタレイJr.」の改造車。『無印』32話から登場。元々は他界した火車優のマシンであり、ジュンに授けた。初登場の時は赤いラインのカラーリングだったが、後にジュンによって豪のマグナムシリーズのような青いラインのカラーリングにデザインチェンジした。無印42話では、秋祭りのレースに参加したが決勝には残れなかった。無印43話でモナカ王国の王子シロントのセイロクとのレースの後シロントにセイロクと交換されシロントの手に渡った。
ホームランマンタレイ(Homerun Manta Ray)
シリーズ - レーサー
シャーシ - ゼロ、スーパー1
佐上ジュンの「マンタレイホームラン」にかわる新たなマシン。マンタレイホームランと同じく市販のレーサーミニ四駆「マンタレイJr.」の改造車でカラーリングはマンタレイホームランと同じである。GJCビッグチャレンジに参戦し、この頃はジュンもミニ四駆について知るようになったため、豪のマグナムにも負けず劣らずのかっ飛びを見せ、チイコのフラワーアックスとの連携技「愛のフラワーホームランアタック」によってプロトセイバー戦隊の量産型プロトセイバーを返り討ちにするという大金星を挙げた。だが、ゲンのブロッケンギガントの体当たりでリタイア。世界グランプリ開幕直前のGJCウィンターレースではループを回り切れずにチイコのフラワーアックスと共にリタイアしたが、後のGJCスプリングレースの際には、豪がいい加減なメンテナンスをしていたとはいえ、マグロク2号と互角の活躍を見せた。
シャーシはゼロシャーシだが、PS用ゲーム『爆走兄弟レッツ&ゴー!! エターナルウィングス』ではスーパー1となっている。
フルカウルミニ四駆に対して、空力面で大きな性能差があると設定されるレーサーミニ四駆でありながら、黒沢ら国内トップレーサーと互角の走りを見せていたため、ファンの間ではしばしばジュン自身の実力も併せて議論の的になることがある。
フラワーアックス(Flower Axe)
シリーズ - フルカウル
シャーシ - スーパーFM、スーパー1
三国チイコの初代マシンで、スピンコブラのベース機。ボディの全身に花をデザインにして、カラーリングはピンクに塗られている。スピンコブラのベースとはいえ、「サンダードリフト」は入っていない。『無印』24話にて、チイコが勝手に藤吉のスピンコブラのスーパーFMを奪い取って完成した。だが、完全なミニ四駆の素人であるチイコがまともにボディとシャーシを扱えるはずも無く、すぐカイのビークスパイダーにボディだけ破壊された。GJCにも参加するが、ジュンのマシンと共にリタイアすることが時々ある。
なお、スマートフォン用ゲーム『爆走兄弟レッツ&ゴー!! ミニ四駆ワールドランナー』においては、スピンアックスの改造車として登場し、シャーシはスーパー1となっている。
ドラゴンデルタ(Dragon Delta)
シリーズ - オリジナル
シャーシ - カスタム
Rの使用マシン。前方が尖った二等辺三角形という、異常な形状をしたマシンである。そのため豪には「フロントのタイヤが1つしかない」と言われ、藤吉には「あれじゃミニ三駆でげす」と言われた。実際には飛行機の着陸脚のような小型タイヤが2つある。この前輪のタイヤはフロントのローラーに連動して曲がるステアリング機能がついている。このマシンの最大の特徴は、前ウイング部が可動して左右の前輪を並べることが可能な点。この機能があるために辛うじてミニ四駆としてのレギュレーションから外れないでいる。前ウイング部を広げていれば左右の前輪は通常のミニ四駆と同様の位置に来るので、普通のミニ四駆同様の戦略戦術が使用可能。

### 大神軍団の使用マシン
大神博士によって作成されたマシンで、「バトルマシン」の通称で有名。空気砲や空気の刃、ニードルなどを装備しており、走らせることよりもマシンを壊すためのマシンとして開発された傾向が強い。ただし、相手のマシンに追い付けなければ攻撃できないので、空力などは土屋博士の設計したマシンに勝るとも劣らない（それどころか、攻撃するために減速したり重量が増しているという本末転倒な事態もしばしば起こしている）。
ビークスパイダー(Beak Spider)
シリーズ - フルカウル
シャーシ - スーパー1、スーパー2
沖田カイの使用マシン。蜘蛛の巣模様のカウル、空気の刃を武器としており、ライバルマシンを切り裂くのが特徴。プロトセイバーやブロッケンギガントと違って、相手の横を通り抜けるだけで破壊可能なので攻撃のためにわざわざ減速する必要が無く、レイスティンガーとは対照的に特別な装備が無くとも相手を破壊できるなど、完成度と危険度の高いマシンである。カイは右手にキャッチグローブをつけてこのマシンをキャッチしていた。
この機能を見たミニ四駆ファンの子供たちが、自分たちのミニ四駆にカッターナイフを装着するなど、バトルマシンに改造するようになった。SGJCにも参戦し、最終戦では豪の一喝によってバトルレースを止めたことでゲンと衝突、ビークスパイダーの「空気の刃」と相討ちとなる形でブロッケンギガントのブロッケンファングによって破壊されたが、WGP編の際には完全修復されている。後にビークスパイダーゼブラの原型となり、さらにはビークスパイダー自体もグランプリマシンとしての改良が行われ、「GPチップ」も搭載。サバンナソルジャーズのコーチであるカイと共に代理としてWGPにデビューした。
アニメ版『MAX』では市販品として量産が行われた。
月刊コロコロコミック誌における読者公募がデザインのベースとなっており、投稿時のマシン名は「スカルパーX」であった。
『Return Racers!!』ではブロッケンギガント、レイスティンガーを無理矢理一つに合体した「ビークスティンガーG」が登場する。
ブロッケンギガント(Brocken Gigant)
シリーズ - フルカウル
シャーシ - スーパーFM、FM-A
近藤ゲンの使用マシン。通称「ブロッケンG（ジー）」。装甲車のようなボディから頑強かつ重量を活かした攻撃を仕掛ける。フロントモーターシャーシを使用しているため、コーナーの立ち上がりに優れ、ロングホイールベースのために直進安定性が高く、モーターも高出力高回転型を搭載しており、コーナーではパワードリフトを行うことでレースマシンとしての能力も他のマシンに劣らない。
初レースでは二郎丸スペシャルを破壊した。SGJCの第2セクションにおいては、バトルレース用の追加兵器が裏目に出て思うように攻撃できなくなったことに癇癪を起こしたゲンがバトルパーツを次々と引き剥がして一気に軽量化し、恐ろしい速さを発揮した。そのレースではトップグループであった藤吉のスピンコブラと黒沢のブラックセイバーを追い抜き、1台も破壊することなく堂々の1着でゴール、ゲンのレーサーとしての潜在能力を見せつけた。SGJCの最終戦で、バトルレースを止めたカイと衝突し、リョウのネオトライダガーをかばったビークスパイダーによって真っ二つにされる。
WGP編ではゲンがスペインに渡り、カイへのビデオレターで登場しているが、その時には赤色から黒色（実際のキットではブラックスペシャルとして発売される）に変わっている。
アニメ版『MAX』では市販品として量産が行われた。
原作ではビクトリーマグナムを破壊している。また、フロントの重さとトルク重視のモーターのパワーで相手のマシンを押し潰す設定となっている。
必殺技は、前輪を持ち上げ、そのまま倒れ込み相手を押し潰す「ハンマーGクラッシュ」（アニメでは「ブロッケンクラッシュ」）、高台からのジャンプを利用したブロッケンクラッシュの派生技の「ジャンピングブロッケンクラッシュ」（アニメオリジナル技）、フロントカウルを開き、その中に仕込んである鋭い牙で相手マシンを挟み込んで砕く「ブロッケンファング」（アニメオリジナル技）。
『Return Racers!!』ではビークスパイダー、レイスティンガーを無理矢理一つに合体した「ビークスティンガーG」が登場する。
レイスティンガー(Ray Stinger)
シリーズ - フルカウル
シャーシ - スーパー1、スーパー2
土方レイの使用マシン。大神博士が開発した「集大成」とも言うべきマシン。シャイニングスコーピオンと同じサソリをモチーフにしているのは、大神が鉄心にシャイニングスコーピオンを見せてもらった10年前の記憶を元にしているためである。レイの所有している指輪から放たれる赤外線を辿る赤外線反応機能を搭載しているのが特徴で、ターゲットに照準を合わせるだけでなくそれを応用した普通のマシンでは不可能なクイックターンやUターンも可能。大神博士が鉄心の住居を漁った際に偶然発見したZMCの破片を加工して作成した特製ニードルを装備しており、ライバルマシンを徹底的に破壊する。
アニメ版における初レース時には、ブロッケンの攻撃をかいくぐったビクトリーマグナムを破壊。GJCオータムレースにおいても多くのマシンを血祭りに上げるだけでなく実質的には優勝を飾る。SGJCにおいて様々なレーサーたちからの罵声を浴びたことに怒りを爆発させたレイによって、ニードルを無理やり引き抜かれる。その後、豪のサイクロンマグナムとマッチレースを行うが、ニードルを失ったことで安定バランスを失いコースアウト。最後は苛立ちを抑えられないレイによって地面に叩きつけられ、大破した。自分のマシンへの愛着はあるようで、事後に残骸の破片は回収したが、その後修理されたのかは不明。ゲーム作品では修理して使用を続けているようで、大神研究所跡に補修パーツを探しに行っている。
原作では駆動部に無駄がないため、無音で走ることができる。武器に関してはニードルは鉄心の許にいた頃に与えられた試作品ZMCを使用し、フロントカウルは稼働により相手を挟み込む。大神軍団のマシンでは唯一、相手のマシンを破壊しなかったものの、ネオトライダガーのボディを同じZMC製の針で貫き、サイクロンマグナムも窮地に追い込んでいる。
後にファイヤースティンガー、シュヴァリエ・ド・ローズの原型となる。
『Return Racers!!』ではビークスパイダー、ブロッケンギガントを無理矢理一つに合体した「ビークスティンガーG」が登場する。
量産型プロトセイバー(Massproduct Proto Saber)
シリーズ - フルカウル
シャーシ - スーパー1
Jの初代マシン「プロトセイバーJB」の量産型。形状は試作型のJBとほぼ同じである。赤のプロトセイバーR（Red）、白のプロトセイバーW（White）、桃色のプロトセイバーP（Pink）、黄色のプロトセイバーY（Yerow）、緑のプロトセイバーG（Green）と、全部で5台製作された。そのバトル機能をフル活用するべく、5人組フォーメーションを基本レーススタイルとする「プロトセイバー戦隊」が組織された。
初出場であるGJCサマーレースでは予選でジュン、チイコのマシンを粉砕し、決勝では黒沢軍団のマシンを粉砕した。だが、PとYとGの3台は豪のビクトリーマグナムに抜かれ、大神博士のヘッドギアによって爆破。RとWは味方であるはずのカイのビークスパイダーに破壊されてリタイアした。GJCビッグチャレンジにおいても、参加レーサーたちのマシンを粉砕を開始した。しかし、サマーレースで蹴散らした黒沢軍団、ジュン、チイコらの逆襲に遭い、全機がリタイアという始末となった。
より詳しくは、プロトセイバーJBを参照。
また、「プロトセイバー600」という市販版も存在しているが、生産性重視のため、リモコンによるコントロール機能やギア変換機能は勿論、空気砲によるバトル機能は装備されていない。
量産型レイスティンガー(Massproduct Ray Stinger)
シリーズ - フルカウル
シャーシ - スーパー1
原作で登場する黒色のレイスティンガー。大神博士が目指した究極のミニ四駆で、レイスティンガーの能力に加え、自律稼動するのが特徴。星馬兄弟、リョウ、藤吉、カイ、ゲン、レイたちのマシンを破壊しようとするが、サイクロンマグナムを先頭とした7台によるフォーメーション走行「ファイナルフォーメーション」により蹴散らされた。

### その他のマシン（国内編）
スーパーアバンテ(Super Avante)
シリーズ - レーサー
シャーシ - タイプ5、VS、スーパー2
岡田鉄心が作ったすべてのフルカウルマシンの原点となったマシンで、土屋博士に託された。白と青い炎のカラーリングをしている。原作ではライバル社が、アニメでは大神博士がギャングに頼んで奪おうとした。空中で高い安定性を見せるなど、高性能な空力性能を持っている。ソニックのようなコーナリングやマグナムトルネードに似た飛び方をするなどフルカウルマシンのご先祖であることがわかる走り方をしている。
MAX編（アニメ版のみ）では市販品として量産され、レッツ&ゴー!!翼ネクストレーサーズ伝では駿のマシン（スーパーアバンテRS）として登場。

### アニメのみ登場（国内編）
シャイニングスコーピオン(Shining Scorpion)
シリーズ - フルカウル
シャーシ - スーパー1、スーパー2
本編から10年前に岡田鉄心によって開発されたレッツ&ゴー世界初のフルカウルミニ四駆であり、アニメでのミニ四ファイターの使用マシン。第36話から登場。
アニメでのシャイニングスコーピオンは2台存在している設定の為、こちらは試作型である。ホワァンの実験型は色が変わる描写はほとんど見られなかったがファイターの試作型は毎回色が変わる描写が見られた。
ファイターが小学6年の頃、SGJCの決勝に敗退して、悔しがっていた時に鉄心から授けられる。ファイターは「SGJCにはもう出られないから」と返却しようとしたが鉄心から「SGJCに出られないなら、裏方として活動していけばいい」と助言されたことで思い出の品として所有することにした。その後、土屋研究所のファイタースペシャル800コースで星馬兄弟のVマシン、まことのセイロクスペシャルと勝負に挑んだが10年前のマシンでありメンテもしてなかった事から速さは大した事はない。第48話ではSGJCのルール説明に使われている。
ホワァンのものについては実験型を参照。
ゲームのシャイニングスコーピオンはミニ四駆シャイニングスコーピオン レッツ&ゴー!!版を参照。

### 漫画のみ登場（国内編）
トライダガー二郎丸スペシャル(Tridagger Jiromaru Special)
シリーズ - フルカウル
シャーシ - スーパー1
原作での二郎丸の使用マシン。
大会の抽選に当たった為、トライダガーXをベースとして、1日で組み立てた。しかし、未熟な二郎丸が短期間で組み立てたマシンな為、豪たちはもちろん他の一般参加者にも大差をつけられたが必死の思いで見つけたスリップストリーム走法によって、豪たちにくらいついた。
ファイターマグナムVFX(Fighter Magnum VFX)
シリーズ - フルカウル
シャーシ - スーパー1、スーパー2
原作でのミニ四ファイターの使用マシン。
豪とは別のビクトリーマグナムを改造したもので徹底した肉抜きで軽量化されており、ストレートが早く、また肉抜きによって、ボディが良くしなるようになり、コーナーにも強い。
裏庭コースで星馬兄弟と対決。日々変わるコースコンディションに対応して、2人を圧倒した。
アニメではファイターが試作型のシャイニングスコーピオンを使用しているために未登場だったが、MAX編で市販品として登場している。
セイバー校長仕様(Saber Headmaster's Specification)
シリーズ - フルカウル
シャーシ - スーパー1
原作の番外編で風輪小学校の校長先生の使用マシン。
違反した生徒から没収したミニ四駆をいじっている内にはまって、没収したミニ四駆のパーツを使って作り、黒色をしたVマグナムの姿をしている。没収したミニ四駆の良い部分のパーツを使っている為、中々の性能を誇り、重量もある為、横風に強い。
豪からは違反者として取り上げるのでなく、勝負に勝って取り上げたいと学校で豪と勝負した。

## 爆走兄弟レッツ&ゴー!! WGP
WGP編に登場するグランプリマシンは、ミニ四駆世界グランプリにおいて活躍したミニ四駆の総称であり、一般のミニ四駆よりも総合性能が高い。一般マシンとの最大の相違点は、「GPチップ」と呼ばれる学習機能チップを搭載している点である。
TRFビクトリーズメンバー（烈、豪、リョウ、藤吉、J）のマシンは、WGP開催前から使用していたマシンに急遽GPチップを組み込む形になっており、同様に、クールカリビアンズのマシンも、旧式のミニ四駆を改造した物であるため、これらのマシンは全て突貫工事的なグランプリマシンとなっている。
WGP開催後に開発されたマシンは、GPチップを組み込むことを前提に開発されているため、GPチップの学習機能などにおいても円滑なものとなっている。

### グランプリマシンに使用されたパーツ
アトミックモーター
グランプリマシン専用のモーターとして開発された超高性能モーター。通常のミニ四駆に使用されているモーターとは桁違いの高回転とトルクを併せ持っている。TRFビクトリーズが開発したアトミックモーターは、「タイプV1（通称：V1モーター）」と呼称されており、これとほぼ同性能のアトミックモーターを、NAアストロレンジャーズ、アイゼンヴォルフ、ロッソストラーダも使用している。
後にTRFビクトリーズは、これのバージョンアップ型である「アトミックモーター・タイプV2（通称：V2モーター）」を開発して第1回WGP後半から使用。ドラマCDにおいては、ジュンのグランプリマシンとしての改良を加えられた「ホームラン・マンタレイWGP」に、タイプV2を更にバージョンアップさせた「アトミックモーター・タイプV3」が使用されている。
サンシャインモーター
オーストラリアチームのARブーメランズが開発したモーター「シャインモーター」をベースに、NAアストロレンジャーズ、アイゼンヴォルフ、ARブーメランズの技術スタッフが共同で開発を行ったバージョンアップ型の高性能モーター。完成後、ネイティブサンをはじめ、バックブレーダー、ベルクカイザーといった高性能グランプリマシンに搭載され活躍しており、将来のミニ四駆に主流のモーターとまで言われていたが、すぐにTRFビクトリーズが、サンシャインモーターに匹敵する「アトミックモーター・タイプV2」を完成させたため、WGP最高性能モーターの座はあっさりと奪われた。
GP（ジー・ピー）チップ
グランプリマシンに搭載されている学習機能チップの名称。これを搭載することで、マシンの特性を自己学習し路面に合わせた最適の走りをさせられるパーツとされ、マシンがまるで意思を持ったように走る。世界各国において様々な機能を搭載したマシンが存在し、ビクトリーズを幾度も苦戦に追い込んでいる。
グランプリマシンで一般的に使用されているGPチップは、「タイプβ（ベータ）」と呼ばれているものである。後にクスコ博士が「タイプγ（ガンマ）」と呼ばれるGPチップを開発したが、それが原因となりガンブラスターXTOの暴走事故が発生（劇場版を参照）。最終的に「タイプγ」は採用中止となった。
ZMC（ズィー・エム・シー）
「絶対に壊れることのない強度の強く軽量なボディ」をテーマに、ミニ四駆開発の第一人者である岡田鉄心が開発した特殊素材の通称。セラミックの硬さとグラスファイバーの柔軟性を兼ね備え特殊セラミック繊維であり、これを使って作られたマシンは、他のミニ四駆のボディの素材よりも、遥かに強度と軽量さが上回っている。ミニ四駆の研究に行き詰まり、中国での旅の途中で、中国チーム「小四駆走行団光蠍」の監督、大三元の元で焼き物の修行をしていた鉄心は、「焼き物の強度を上げるため、使用する土に上薬を塗る」のをヒントに、「カウルに上薬を塗り焼く」ことで、ZMCを完成させることに成功した。
ZMCの初期型である「ZMC-α」はシャイニングスコーピオンに使用され、試作型はファイターこと闘士（アニメのみ）、実験型は光蠍のエースとして活躍するホワァン（原作・アニメ共通）が使用している。
ZMC-αの改良型である「ZMC-β」は、トライダガーXを失ったリョウの第2のマシンであるネオ・トライダガーのボディの素材に使用されている。
そして、ZMC-βの更なる改良型である「ZMC-γ」は、ネオ・トライダガーを除く、グランプリマシンとしての改良を施されたTRFビクトリーズのマシンのボディの素材として使用されている。また、ドラマCDでジュンの「ホームランマンタレイWGP」のボディの素材にも使用されている。ただし、生産性を高めるべく、ZMC-γはZMC-βのボディよりも強度が劣っている。

### 日本チーム使用のグランプリマシン
それぞれ#星馬烈の使用マシン、#星馬豪の使用マシン、#鷹羽リョウの使用マシン、#三国藤吉の使用マシン、#Jの使用マシンを参照。また、PS用ゲーム『ミニ四駆爆走兄弟レッツ&ゴー!! WGPハイパーヒート』の主人公が使用するビートマグナムTRFも参照。

### 日本以外のチーム使用のグランプリマシン
基本的に各チーム、同タイプのマシンを使用している。
バックブレーダー(Buck Blader)
シリーズ - リアル、フルカウル
シャーシ - MA
NAアストロレンジャーズ（アメリカチーム）の使用マシン。4つのタイヤが全て独立で走行するアクティブサスペンション機能を搭載しており、これによってオフロードなどの悪路においても安定した走行が可能になっている。また、左右ジグザグに動き回ることで後方に乱気流を生み出し、走路妨害をするバトル機能も備わっている。
あらゆるセッティングに対応できる万能型マシンであるため、5台それぞれに異なるセッティングがされており、これを生かしたチームランニングは抜群である。エッジ機は万能型、ジョー機は高速重視、ミラー機はテクニカルコーナリング重視、ハマー機はトルク重視となっている。
ボディの左前には選手ごとに番号が刻まれており、ブレット機には派手な装飾が施されている。また原作には他の訓練生が使う白いバックブレーダーも存在する。
また、ボディには冷却材タンクとファンの二種類のデザインが用意されているが、原作・アニメ双方ともに冷却ファンのマシンしか登場しなかった。
SFC用ゲーム『POWER WGP2』では、S.E.C（サテライト・エネルギー・チャージャー）というエネルギーを宇宙衛星から補充する機能が新搭載されており、衛星自体のエネルギーが尽きない限り無制限に走行することができるが、曇りの日は使用できないという弱点がある。
特有の機能としてパワーブースターを備えるが、媒体によって扱いが異なる。原作におけるバックブレーダーはオルタネーターを内蔵した自家発電で充電されるため、パワーブースターはそれが溜まり切った際の余剰電力を放出してブーストするというシステムだった。ただし手動でも発動させることはできる。アニメではこの充電機能については語られていない。また、アニメにおけるパワーブースターはバッテリーを使い切り超加速を得るというものであり、放送当時の書籍における説明もこれに準じている。一方で、47話(98話)においては走行中にパワーブースターをオンオフする場面も存在する。アニメにおいてパワーブースターが初使用されたWGP編11話(62話)においてはマシン後部から何らかの噴射を行っているが、これの詳細は不明。
また、ブレッドのマシンについている星は勝ち数を表しており、1つにつき10勝となっている。100勝をしたとき、ミニ四駆のカリキュラムは終了となる。ブレッドは9個貼っているので今までに90勝をあげておりもうすぐ終わることとなっている。
ベルクマッセ(Berg Masse)
シリーズ - オリジナル
シャーシ - カスタム
アイゼンヴォルフ（ドイツチーム）の初代マシン。ベルクカイザーが完成するまでは、このマシンがアイゼンヴォルフの主力であった。突出した機能こそないが、リヤウイングの稼動によって減速が可能。ただし、2軍メンバーたちはこの機能を利用してバトルレースじみた行為を行っており、結局は自滅に近い形でリタイア。「正々堂々」を信条とする1軍メンバーからは呆れられていた。
主に使用しているのは、エーリッヒと2軍メンバーたち。シュミットも第1回WGPに参戦する前まではこのマシンを使用しており、アストロレンジャーズに勝利している。決して低い性能ではなく、使用するレーサーによっては真価を発揮できるものといえる。
PS用ゲーム『エターナルウィングス』では、「アイゼンヴォルフ ファームマシン」という名前で表記されている。
ベルクカイザー(Berg Kaiser)
シリーズ - フルカウル
シャーシ - スーパー1、スーパー2
アイゼンヴォルフの2代目マシン。ドイツ語で「山岳の皇帝」を意味する。1軍の参戦と同時に実践投入されている。他に類を見ない左右非対称性の超空力マシンで、R型とL型の2種類存在。走行中にL型とR型の左右を合わせることで強烈なダウンフォースを発生させ、タイヤの回転力をより確実に路面に伝えることで驚異的なトップスピードを生み出す。左右の合わせ方により、マシンのコクピット側を合わせると「ツヴァイフリューゲル(Zweiflügel)」（独語で「2つの翼」）、コクピットの無い側を合わせると「ツヴァイラケーテ(Zweirakete)」（独語で「2つのロケット」）という技が発動する。
『MAX』45話では、アメリカで開催されている第2回WGPの途中に乱入したボルゾイチームの量産型ディオマースにクラッシュされた。
R型はミハエルとエーリッヒ、L型はシュミットとアドルフが使用し、ヘスラーはレースによって両機を使い分けている。
漫画版では左右型の区別は無く、5人とも同じマシン（アニメ版でのR型）を使用している。
L型はアニメにしか登場しない関係か、キット化されていない。
ディオスパーダ(Dio Spada)
シリーズ - フルカウル
シャーシ - スーパーTZ、AR
ロッソストラーダ（イタリアチーム）の使用マシン。イタリア語で「神の剣」を意味する。チームのシンボルカラーである赤で塗装されており、その驚異的なスピードから「紅の閃光(bagliore rosso)」という異名を持つ。その秘密は、自由に向きを変化させられるリアステアリング機能の搭載であり、コーナーにおいてもコースアウトすること無く最大スピードで走行できる。
しかし実は、相手チームの走路妨害をする仕込みナイフがフロントに備えられており、相手を切り裂くバトルマシンでもある。この仕込みナイフには、扇形・鉤爪型・針型など様々な種類があり相手やコースによって装備を変えている。この技にはアニメでは、「アディオダンツァ(Addio Danza)」（死のダンス）という名前が与えられている。アディオダンツァによる攻撃方法は前方の仕込みナイフによる切り裂きだけでなく、新たにリアタイヤから放たれる乱気流を使った衝撃波、仕込みナイフを展開したまま高速回転すること+で発生する竜巻など様々な種類がある。ただし仕込みナイフ自体は、扇形だけになった。
後にロッソストラーダが出場停止処分を受けていた2ヶ月間の間に、イタリアで更なる改良が行われ、仕込みナイフを排除した代わりに、リアタイヤの衝撃波を貫通させて放てるようになっている。これによって、第三者たちからは、味方同士がクラッシュしたようにしか見えない。Jはこの仕組みを「ニュートンのゆりかごと同じ原理」と評している。
だがそれを抜きにしてもグランプリマシンとしての性能は桁外れに高く、特にカルロの使用したマシンは第1回WGP最終レース2日目において不正行為なしでミハエルのベルクカイザーと烈のバスターソニックを最後尾から追い抜き、1位を獲得している。
イタリアで放送された時は宗教上の理由で、「D10 SPADA（ディー・ディエーチ・スパーダ）」に変更されている。
ディオスパーダ【黒】
シリーズ - フルカウル
シャーシ - スーパーTZ
離反したルキノ率いる新生ロッソストラーダの使用する黒いディオスパーダ。カルロたちの紅いディオスパーダと同じくアディオダンツァを必殺技としている。しかし肝心のレーサーたちの腕がカルロたちよりも数段劣っていたために、カルロたちのディオスパーダにまともな損傷を与えられないまま全車破壊された。
オメガ01（-ゼロワン）(Омнга-01)
シリーズ - オリジナル
シャーシ - オリジナルSS
ССРシルバーフォックス（ロシアチーム）の使用マシン。01を付けず、単に「オメガ」と呼ばれることが多い。寒冷地においても安定した走行をできることを前提とした設計で開発された。他のグランプリマシンに比べると性能は平均的であり、突出した機能こそ備わっていないが、シルバーフォックスのメンバーたちの驚異的なチームワークによって、その欠点は十分に補われている。しかしその反面、単独における性能は、操るレーサーによって大きく変わるという欠点もある。『MAX』45話では、アメリカで開催されている第2回WGPの途中に乱入したボルゾイチームの量産型ディオマースにクラッシュされた。
シャイニングスコーピオン(Shining Scorpion)
シリーズ - フルカウル
シャーシ - スーパー1、スーパー2
光蠍（中国チーム）のエースであるホワァンの使用マシン。
鉄心が最初に製作したZMCマシンであり、トップスピードに乗るとマシンの色が青から赤へと変わる特長を持つ。さらにスピードが上がると紅い閃光につつまれる。後にスーパー2シャーシ搭載のプレミアム版キットが発売された際、赤状態が限定仕様として再現された。
鉄心は中国でこのマシンを作り出し、製作場所の村の守護神の名を取って、シャイニングスコーピオンと名付け、当時まだ赤ん坊だったホワァンにプレゼントする。
WGP2では必殺技「昇龍乱舞」が使えるようになった。
原作では光蠍メンバー全員が使っており、フロントバンパーがない。
アニメでは2台存在しており、こちらは実験型である。ミニ四ファイターの方については、試作型を参照。
ゲームのシャイニングスコーピオンはミニ四駆シャイニングスコーピオン レッツ&ゴー!!を参照。
空龍（クーロン）(Kong Long)
シリーズ - オリジナル
シャーシ - スーパー1
ホワァンを除いた光蠍メンバーの使用マシン。軽量で、直線スピードやトルクも優秀であるが、それ以上に悪路も難なく走行するのが特徴。これは、フロントタイヤ部分に搭載されたサスペンションによるもので、壁にぶつかることで華麗にジャンプしながら横に回転するなど、さながら中国雑技団を髣髴とさせるアクロバティックな走行が可能となっている。チームランニングで跳ねる姿はまさしく空を飛ぶ龍のような姿である。
サバンナゼブラ(Savanna Zebra)
シリーズ - オリジナル
シャーシ - カスタム
サバンナソルジャーズ（アフリカチーム）の初代使用マシン。アフリカ大会において優勝するほどの性能を持っていたものの、世界レベルにおいてはワンランク劣る。BSゼブラの登場によって一線を退くことになる。
ビークスパイダーゼブラ(Beak Spider Zebra)
シリーズ - フルカウル
シャーシ - スーパー1
通称「BSゼブラ」。沖田カイのマシン「ビークスパイダー」のノウハウを組み込んでに開発されたサバンナソルジャーズの2代目使用マシン。ビークスパイダーの空気の刃の原理を応用した「ムーバルウィング」により、自在に空力調整することができる。空気の刃を発生させることも可能で、主にオフロードでの草木などの障害物を掃うのに使われるが、ビクトリーズとの初戦において功を焦ったジュリアナが、ビクトリーズの妨害に使用したこともある。また、ウイングを強制排除することで、トップスピードが若干上がる。
ホワイトナイト(White Night)
シリーズ - オリジナル
シャーシ - スーパー1
オーディンズ（北欧チーム）の使用マシン。英語で白夜を意味する。ネオトライダガーに引けを取らない低重心な形状と後部の大型リヤウイングの装備によって、高いダウンフォースを備えているのが特徴。オメガ同様、寒冷地仕様のマシンであるが、バックブレーダーと同様、あらゆるセッティングに対応可能な万能型マシンでもあり、オーディンズのメンバーそれぞれの使用に異なるセッティングが施されている。
ニエミネン使用はストレート走行重視、ジャネット使用は高速重視、マルガレータ使用は万能型、ヨハンソン使用はトルク重視のセッティングがされ、リーダーのワルデガルド使用の場合はフォーメーションを組む相手によって高速重視、トルク重視とセッティング変更が柔軟に行われている。
後にWGP終盤において走行中にギア比を変えることでパワーとスピードの調整をしながら走行できる「トランスギアシステム」を搭載。このおかげで連敗続きであったビクトリーズ相手に勝利を収めた。通常のマーキングカラーは赤で、ニエミネンのみマーキングカラーが青であるが、基本性能に変わりは無い。
ネイティブサン(Native Sun)
シリーズ - オリジナル
シャーシ - スーパーLM
ARブーメランズ（オーストラリアチーム）の使用マシン。2枚の大型ソーラーパネルが装備されており、これによる太陽電池と通常バッテリー二つ、そして「シャインモーター」（後に強化型の「サンシャインモーター」）の搭載によってバッテリーが切れる心配がほとんどないのが特徴。直線とコーナリング両方においてバランスの良い走行ができるが、2種類のバッテリー搭載ゆえに車体重量が重く、本来の性能を生かしきれていない欠点もある。さらにはソーラーパネルにほこりや水がつくと太陽電池の効果が無くなる（そのためにワイパーが装備されている）だけでなく、ボディ自体もグランプリマシンの中でも非常に脆い物になるなど、非常にデリケートなマシンになり、まだまだ改良の必要があるマシンといえる。
実際のキット化はされていないが、『MAX』のアニメ版で市販品として量産が行われた。
ジャミンRG（-アールジー）(Jami'n RG)
シリーズ - オリジナル
シャーシ - スーパー1
クールカリビアンズ（ジャマイカチーム）の使用マシン。四駆というよりは、バギーカーに近いデザインであるのが特徴。オンロードは苦手だが、オフロードでは「サンドバースト走法」により驚異的な走りを見せており、アストロレンジャーズのバックブレーダーやロッソストラーダのディオスパーダをも凌駕した。また、パーツが全てレーサーたちの自作したもので、通常のパーツよりも非常に頑丈であるために、ロッソストラーダも仕込みナイフを使わなければシャフトを破壊できないほどであった。その反面、パーツの互換性が悪いという欠点もある。
なお、原作では最初はローラーがついてなかったが、アニメでは最初から付いている。
劇場版では、壁走りによるチームランニングを披露しており、かなりのダウンフォース機能があることを証明している。
ガンブラスターXTO（-エックスティーオー）(Gun Bluster XTO)
シリーズ - フルカウル
シャーシ - スーパーFM、FM-A
劇場版に初登場したリオン・クスコの使用マシン。プロトセイバーEVO.同様、マシンの周囲にエアカウルを発生させる装置が組み込まれており、あらゆる攻撃も受け付けない。モーターは地球の磁場を利用したジャイロシステムモーターを使っており半永久的に動くことができる。
他のグランプリマシンよりも専用GPチップである「GPチップγ（ガンマ）」の開発が遅れ、WGP開催後にようやく組み込まれたが、怪電波を発しながら暴走を開始。WGPを混乱に陥れたが、無事に暴走は阻止され、リオンの元へ戻っていった。
ZMC素材を青いカウル部分に使用している。
リオンやガンブラスターXTOの回想の中に他のチームメイトのガンブラスターXTOが登場するがウイングの文字がX-II～X-Vになっている、黒い部分が別の色になっているなどリオンの物とは微妙にデザインが違っている。
後に量産され、PS用ゲーム『爆走兄弟レッツ&ゴー!!エターナルウィングス』のリオン編のエンディングやSFC用ゲーム『ミニ四駆 レッツ&ゴー!!POWER WGP2』に登場するXTOリボルバーズ（南米チーム）の使用マシンとして活躍している。
また、市販品としても展開が行われた。
マシン名のXTOは、クスコ博士（X）、土屋博士（T）、岡田鉄心（O）の各イニシャルから取られている。
原作のよみきりスペシャル「ガンブラスターの謎」では、前身のマシンであるガンブラスターが金持ちのグループのマシンに壊されたため、強度を上げるためガンブラスターにプロテクターをつける形で、新たにボディをデザインした。それを見たクスコ博士が素材を考えないとスピードが落ちるということで、昔鉄心の所から失敬していたZMCの上薬を使ってZMCのボディを作りガンブラスターXTOのボディを完成させた。
ガンブラスター
原作のよみきりスペシャル「ガンブラスターの謎」で登場した南米チームのマシン。ガンブラスターXTOの前身のマシンで通信システムによりリオン達の眼帯にマシンの状態などが表示される。また、GPチップ・タイプβを搭載している。
トリプルスクリューの攻撃によって破壊された。

### その他のマシン（WGP編）
ブロッケンギガント・ブラックスペシャル(Brocken Gigant Black Special)
シリーズ - フルカウル
シャーシ - スーパーFM
オリゾンテ（スペインチーム）へ渡った近藤ゲンの2代目マシン。カイへのビデオレターでワンカットのみ登場した。
トリプルスクリュー
原作のよみきりスペシャル「ガンブラスターの謎」で登場した金持ちのグループのマシン。3つのスクリューが起こす風によってシャープに動くことができる。また、スクリューを伸ばして攻撃する「デビルスクリューアタック」により相手マシンを切り裂くことができる。

## 爆走兄弟レッツ&ゴー!! MAX

### Zナンバーズ
Zナンバーズ（ズィー-）とは、一文字博士が開発したマシンの総称。MAX41話で大神博士が、一文字博士開発マシンの総称として「ズィーナンバーズ」という単語を使っている。「Z」の付かないブレイジングマックスがこれに含まれるかどうかは不明だが、便宜上ここではZナンバーズの一部として扱う。
原作では3台作られたが、アニメでは4台作られている。

#### 一文字豪樹の使用マシン
マックスブレイカーZ-2(Max Breaker Z-2)
シリーズ - エアロ
シャーシ - スーパーX、スーパーXX
一文字豪樹の初代マシンで、Zナンバーズの2号機。Z-2は、「ズィー・ツー」と呼称する。エアロミニ四駆シリーズ第1弾。ボディカラーは青を基調としている。
高速で走ると空気の膜がカウルを包み込み、内部が真空に近い「エアロバリア」と呼ばれる防御壁が発生する。さらにウイングを寝かせたことで、特殊な空力特性を備えたエアロカウル、そしてエアロシャーシとの相乗効果により、直線で高速走行するとエアロバリアが前後方に伸び、円筒状の空気トンネルであるエアロチューブを通ることで一瞬「消えた」と思わせる通常時の3.7倍の速さで走行する「マックスストーム」という必殺技を持つ。しかし、この必殺技はエアロチューブを発生させるための長い距離の直線を走行する必要があることと、前方に障害物がないと繰り出せないという不便な一面もある。その上に、エアロチューブを通っている最中は無防備になるため、そこを左京のラキエータや陣のバイスイントルーダーなどに突かれて窮地に陥ることも少なくなかった。また、平らな場所からのコーナー以外の場所から、マックスストームを繰り出すととんでもない場所に出現するなど、使いどころが難しいという難点もある。後に、マックスストームの二段重ねである「ダブルマックスストーム」、さらに三段重ねの「トリプルマックスストーム」を繰り出すようになるが、ギアに大きな負担がかかる欠点もある。
烈矢のシャドウブレイカーZ-3と縦に並び、Z-3の放つプラズマジェットとエアロバリアが混ざると、スピードが倍増する。また、スーパーナショナルチャンピオンシリーズ（略称:SNCS）最終ラウンドでは打倒USAチャンプのために、マリナのファイヤースティンガーとの合体技（豪樹いわく「マックスファイヤー」、マリナいわく「ファイヤーマックス」）を繰り出している。これは、マックスブレイカーの放つエアロバリアを拡大させ、後部についたファイヤースティンガーを包み込み、ファイヤースティンガーがアフターバーナーの役目をして一気にストレートを猛烈なスピードで加速するものである。トップスピードが伸びすぎてコーナーに対応できないため、直線のみでしか使えない上に、ファイヤースティンガーの冷却機能が不十分であるためマシンが過熱するなど、改善点の多すぎる技でもあるため後の話では使われていない。
第42話で大神博士の命令を受けたマリナのフェニックススティンガーに破壊され、次の第43話で烈矢が爆散したパーツの修復を試みるが、豪樹が誤ってトレースと間違えてプレスのボタンを押して粉々になり、修復不可能となった。
最終回では、シャドウブレイカーと共に幻として登場した。
原作では豪樹が無理なセッティングをして力を発揮しきれず、土屋博士にマシンをニュートラルの状態に戻し自由に走らせることでスペックを発揮できるようになり、セッティングのやり方も理解できるようになった。研究所でのテスト走行では風を切り裂いて走った。その後、帰国したTRFビクトリーズの鷹羽リョウのライジングトリガーに敗れたことがきっかけで、土屋研究所から盗んだパーツで改造、そのままブレイジングマックスへとなった。リョウとの戦いでは、滅茶苦茶とマシンを評価された。なお、土屋博士の手で調整が施されるまでは、ボディの色は無色だった。
ブレイジングマックス(Blazing Max)
シリーズ - エアロ
シャーシ - VS
一文字豪樹の2代目マシンで、2代目マックスブレイカー。マリナのフェニックススティンガーで破壊されたマックスブレイカーが豪樹が誤って粉々にしたため、一文字博士が新たに開発した。「前のマックスは風を切り裂いていたが、今度のマックスは風になる」がコンセプトで、マックスブレイカーより、ホイールのトレッドが狭くなったことにより空気抵抗が大幅に減少し、ストレートでの直進安定性の伸びが上がり、さらにコーナーリング性能がホイールベースが縮まったことによる旋回性能の飛躍的な向上とドリフト走行によって格段に上がっている（マックスストームを使えるかどうかは不明）。表面には、強度を高める「チタンコーティングスプレー」が散布されている。
制作の際、一文字博士はアメリカで開催されている第2回WGPに出場しているTRFビクトリーズの監督であり知り合いの土屋博士に、ブレイジングマックスのデータを転送して空力チェックを頼んでいる。また、当初は鷹羽リョウいわく豪樹がブレイジングマックスのポテルシャルを、完全に把握しているわけではないので、マシンの性能を十分に引き出せていなかった。豪快な走りではあるがコーナリングのドリフト走行の際にも強力な動力性能に振り回されているだけだった。しかし、後にダウンフォースを強くしたことにより荒削りな走りをクリアにしている。
同着だったものの、ナックルブレイカーとともにM1の優勝マシンとなった。
なお、アニメで唯一「VSシャーシ」を持ったマシンである。
原作では、鷹羽リョウに格の違いを見せつけられた豪樹が、土屋研究所にあったVSシャーシのプロトタイプを使ってマックスブレイカーを改造した。最初は無茶な軽量化によって改造前より遅くなる失敗を犯したが、飛行機のジェットエンジンをヒントに新しいウイングを作ったことで驚異の速さを見せるようになった。豪のマグナム同様にダウンフォース不足のため、マックストルネード（見よう見まねのマグナムトルネード）が可能である。マシン名の由来は（きついアップヒルコースでさえも加速するほどの）強力なパワーを発揮したのを見ていたブレットの「まるで燃えるよう（Blazing）な走りだ」という発言から来ている。

#### 一文字烈矢の使用マシン
シャドウブレイカーZ-3(Shadow Breaker Z-3)
シリーズ - エアロ
シャーシ - スーパーX、スーパーXX
一文字烈矢の初代マシンで、Zナンバーズの3号機。Z-3は、「ズィー・スリー」と呼称する。エアロミニ四駆シリーズ第2弾。ボディカラーは黒を基調としている。
内部にプラズマ発生装置を持っておりそのプラズマで相手に直接攻撃を仕掛けることができるバトルマシン。プラズマを弾丸状にして飛ばす「プラズマジェット」という武器を持つ。フロントモーターではないが、コーナーをフロントモーターマシンのような独特の走り方でインベタで走ることができる。烈矢はこのマシンを使ってボルゾイスクールにて制限時間内に100台のマシンを破壊するという「100台抜き」の偉業を達成する。
後に、ボルゾイオープンで大神マリナのファイヤースティンガーに敗れたことがきっかけで、ファイヤースティンガー打倒のために作り出した新たな必殺技「スーパーノヴァアタック」を繰り出せるようになる。草薙漸のファントムブレードとのバトルで大破した際に、GEN製作所のメンバーから貰った部品から作り出したニュープラズマシステムを搭載したことにより、プラズマエネルギーをチャージさせエネルギーをマシン全体に纏ったことにより、車体が金色に発光した状態で敵に猛スピードで体当たりするシャドウブレイカー最大級の大技である。草薙兄弟ですら、この技を初めて見た際に恐怖心を感じファントムバイスを分離させ、誤ってアタックしたファイヤースティンガーをクラッシュさせるほどの凄まじい威力を持つ。ただし、プラズマエネルギーをチャージさせるのに一定時間走行する必要があるため、何回も使えないのが弱点。25話ではプラズマを帯電させることで磁気的なダウンフォースを発生させることでスピードアップする走法を身につけた。
九州で開催されたGJCサマーレース決勝戦（後にボルゾイにレースジャックされ、第2回ボルゾイオープン）にて草薙兄弟との死闘で漸のファントムブレードに真っ二つにされ、後半身は阿蘇山の火口の溶岩の中に落ちた。前半身に残されたフロントシャフトはナックルブレイカーに受け継がれた。
なお、Z-3のフロント部分には、豪樹が普段首から下げている勾玉のペンダントと同じ形をしたプラズマ発生装置が内蔵されている。
最終回では、マックスブレイカーと共に幻として登場した。
原作では、ボルゾニックシステムによって強力なパワーとスピードを持ったマシン。フロントからプラズマらしきエネルギーを出して体当たりで攻撃する。このエネルギーは何なのかは言及されておらずアニメのように飛ばすことはできない。草薙兄弟との戦いで2人のマシンに対する攻撃がかわされた時、そのままコースの仕掛けのドリルに突っ込んで大破した。
ナックルブレイカーZ-1(Knuckle Breaker Z-1)
シリーズ - エアロ
シャーシ - スーパーX、スーパーXX
一文字烈矢の2代目マシンで、Zナンバーズの1号機。Z-1は、「ズィー・ワン」と呼称する。ボディカラーは赤を基調としている。第34話から登場。GJCサマーレースにて、漸のファントムブレードによってシャドウブレイカーが真っ二つにされ後半身を失ったため、一文字博士がボルゾイスクールから持ち出したZ-1を烈矢が使うことになった。Z-3の遺志を継ぐ目的で、そのフロントシャフトを修理して搭載している。
スピードが乗ると左右についているエアインテークが展開され、空気の層「ナックルバリア」を発生させる。このナックルバリアは、ぶつかるとコースの壁をへこませるほどの破壊力を持っている。しかしこれはただの副産物であり、ナックルブレイカーの本質はそこからさらにスピードが乗り、全てのエアインテークが展開されるとナックルブレイカーがナックルバリアを突き破り大幅に加速する必殺技「ナックルストーム」である。上記のマシンの性質上立ち上がりが遅いという欠点があり、そこを突かれて苦戦することもあったが、後にサイドカウルに空気取り込み口を作り直接エアインテークに空気をぶつけることでエアインテークの展開を早め、立ち上がりの悪さをある程度解消している。
同着だったものの、ブレイジングマックスとともにM1の優勝マシンとなった。
原作では、草薙兄弟との対決中に一文字正宗の昔の研究施設で発見。Z-3が草薙兄弟によって破壊された時、仇を取るために尖った石をくくりつけ簡易バトルマシンとして走らせた。しかし、そんな物では勝てるわけもなく軽くあしらわれたが、昔豪樹と共にマシンを信じてナックルブレイカーを修理したことを思い出し、マシンを信じることを思い出し本来の力が発揮できるようになった。
マシンの空力効果によって、ウイングから強力な風を後方に発生させることができる。その風は、草薙兄弟のマシンが近づけなくなるほどである。この空気口を他のマシンで塞いでもらうことによって、その反動で加速する「カタパルトダッシュ」と呼ばれる必殺技がある。さらに応用技として、カタパルトダッシュで加速したナックルブレイカーに押してもらうことで加速する「トリプルカタパルトダッシュ」というものもある。
TRFビクトリーズのリョウと対決したときには、まとまりすぎだと言われた。

#### その他のマシン
インフィニティブレイカーZ-0
Zナンバーズの試作型。詳しくはインフィニティブレイカーZ-0を参照。

### 大神博士が開発したマシン

#### 大神マリナの使用マシン
ファイヤースティンガー(Fire Stinger)
シリーズ - フルカウル
シャーシ - スーパーTZ
大神マリナの初代マシン。レイのレイスティンガーをベースに作られたマシンだが、指輪で操作はしない。レイスティンガーのように針での攻撃ではなく、炎を放出して相手を攻撃する。フロントおよびサイドの噴出口から炎を出すことで攻撃と加速を同時に行える。また、炎をダウンフォースのようにマシンを覆って、バリアにすることも可能。また、炎を噴いて空を飛ぶ描写もあった。火力を調節することで、暗い場所で蝋燭の火のようにしようすることも可能。しかし、GJCサマーレース決勝戦では草薙漸のファントムブレードによる真上から急降下したブレード攻撃を食らい、火炎放射装置が破損した際に相手にアタックするほどの火炎が放射できなくなるなど、剛健なマシン本体と比較して装置そのものは脆い。
必殺技は炎が鳥のような形になる「フレイムバード」。この技を出しているときは、フェニックスのように空を飛べる。マリナの発言によると、耐熱性のパーツを使っている。アニメでは大神博士が鉄心の釜からZMCの欠片（針状ではない）を拾い、それを分析してレイスティンガーを完成させている。火力が最大の武器であるため水には弱く、USAチャンプの一人であるマリーンのマリンブレーダーが繰り出す必殺技「ウォータードラゴン」を食らったときには、「フレイムバード」も一瞬で鎮火させられている。
USAチャンプを打倒するために編み出した、豪樹のマックスブレイカーとの合体必殺技（豪樹いわく「マックスファイヤー」、マリナいわく「ファイヤーマックス」）を後に編み出すようになる。これは、マックスブレイカーの後部につきエアロバリアに火炎を加えることで、ファイヤースティンガーがアフターバーナーの役目をして一気にストレートを猛烈なスピードで加速するものである。
しかし、火炎放射や「フレイムバード」も無限に使用できるわけではなく、エネルギーは一定量である。マリナが持ち歩いている可燃ガスが入ったガスボンベを、ファイヤースティンガー後部に注入すると火力が倍増する。普段は普通の電池で走らせているが、マリナが切り札として所持している大神研究所特製バッテリーを搭載することにより、大神研究所製スペシャルモーターとの相乗効果により、草薙兄弟の合体マシン・ファントムバイスと拮抗するほどのトルクを生み出す。
だが、大神博士によればスペースの関係以外にも「トップスピードが上がることによるコーナー対策」、「加熱したボディの冷却対策」などの理由によりマシン後部にはアフターバーナーを搭載しておらず、まだまだ改善点の多いマシンだと語る。
発売されたキットでは、MAX編ではエアロミニ四駆がメインであるのに対してこちらはフルカウルミニ四駆になっている。また、レイスティンガーのスペシャルキットではボディのみ付属している。
フェニックススティンガー(Phoenix Stinger)
シリーズ - フルカウル
ボルゾイレーサーとなった大神マリナの2代目マシンで、ファイヤースティンガーの強化型。41話から初登場。基本は自立走行だが、レイスティンガーと同様に指輪を使って操作することもできる。マシン後部にアフターバーナーを搭載しているため、驚異的な加速性能を誇る。指輪のレーザーで照準を合わせ、そこへ火炎弾「バーニングショット」を発射するという技を持つ他、レイスティンガー同様にノーズ部分から火炎燃料が注入されたニードルを後部バーニアで加速して相手のマシンに突き刺す「バーニンググレネード」、さらにはマリナの指輪から発せられる赤外線からの爆破命令をニードルが受けると、爆発してマシンを破壊する「フェニックスハープーン」という必殺技を持つ。ファイヤースティンガー同様「フレイムバード」も使用できるが、ファイヤースティンガーに比べて格段に火力が増している。
手始めに、Zシリーズのマシンと勝負し勝利を収める。後に、ネロに唆された形で一文字博士に嫉妬した大神博士のZシリーズを潰して来いと命令を受けたマリナの手によって、豪樹のマックスブレイカーを破壊。M1第一次予選では、ネロの命令とは別に、フェニックススティンガーの宣言も兼ねた100台のマシンの破壊命令を受け、シード選手として参加したマリナの手により、100台抜きを行った。M1決勝の前半戦にて、第1回ボルゾイオープンの借りを返すため、左京のラキエータIIを破壊した。その後、草薙兄弟のファントムバイスと共に自爆しようとしたが、竜平のストームクルーザーによって阻止。後半戦でバトルパーツを取り外しゴールを目指したが、ネロのディオマース・ネロに破れ、リタイアした。
後のドラマCDでは、大神博士の手によって完全修復された。「フレイムバード」と「バーニングショット」も健在だが、「フェニックスハープーン」だけは封印されている。しかし、ドラマCD作中でマリナは我慢できずに「フェニックスハープーン」を使用するが、チイコのフラワーバイパーにあっさりかわされた。

#### その他のマシン
ディオマース・ネロ
ディオマース・ネロを参照。
量産型ディオマース
量産型ディオマースを参照。

### ボルゾイのバトルマシン
ボルゾイラキエータ(Борзая Ракета)
シリーズ - オリジナル
シャーシ - カスタム
真嶋左京の初代マシン。必殺技の「メテオバーニア」は、その名の通りロケット噴射口からジェットエンジンのように噴射し、超高速で走行することができる。さらに、ロケット噴射の向きを変えることでコーナーでも減速せずにクリアすることが可能。推進力を下に向けることで地面に張り付きコースアウトを防ぐ「パワーバランサー」という技もある。また、噴射口を相手マシンの方に向けて噴射することで、マシンを吹っ飛ばして破壊することができる。バーニアの燃料はカートリッジ式になっており、無くなると自動的にカートリッジが排出され次のカートリッジが装填される。燃料が消費されると車重が軽くなるためよりトップスピードが伸びる。マシンに燃料を補充する場合はマシンを止めて裏側からカートリッジを入れるようになっている。ボルゾイオープンにて豪樹のマックスブレイカー発する真空状態の「エアロチューブ」の中に強引に入り込み大破。その後、マックスブレイカーのマックスストームに勝つためにサイドにバーニアを増設。増設したバーニアと元々のバーニアを同時使用する「トリプルメテオバーニア」をひっさげて豪樹に勝負を挑み、マックスストームを使用したマックスブレイカーを抜き去るが、マシンが耐えきれず爆散した。
「ラキエータ」とはロシア語でロケットの意。
ラキエータII（ラキエータツー、РакетаII）
シリーズ - オリジナル
シャーシ - カスタム
真嶋左京の2代目マシンで、2代目ラキエータ。左京がボルゾイスクールを去った後なので、「ボルゾイ」の冠の名前は消されている。バーニアなどボルゾイラキエータの特徴を受け継ぎつつ各部がパワーアップしている。M-1決勝に進出するが、竜平のストームクルーザーと共にマリナのフェニックススティンガーが放ったバーニングショットで、一文字兄弟のマシンを守り大きな痛手を受ける。その後、フェニックスハープーンによってシャーシ・ボディ共々爆破した。
バイスイントルーダー(Vise Intruder)
シリーズ - リアル
草薙陣のマシン。蜘蛛のようにマシン本体から脚が生えているような構造で、その可動式の脚の先にタイヤが付いている。通常のマシンとは異なり通常のワイドモードと、脚を畳んだバトルモードに状況に応じて切り替えることができる。バトルモードは、車幅が小さく細い道でも通ることができる。本体部に硬質のチェーンワイヤーが4本仕込まれており、ワイヤーを伸ばし敵を絡め取って攻撃する「トルーダーアタック」「ダブルトルーダー（ワイヤー2本）」「ファイナルトルーダー（ワイヤー4本）」が武器。ファントムブレードと合体して「ファントムバイス」になる。
GJCサマーレース決勝戦（後にボルゾイにレースジャックされ、第2回ボルゾイオープン）で豪樹たちに敗北し、苛立ちを抑えられない陣自身によって地面に叩きつけられたが、新しく作り直された。終盤でMGストーンが搭載され重力制御ができるようになる。
原作では、ボルゾニックシステムを搭載されたマシンの一つ。ワイヤーは移動の補助でしか使われずバトルモードによる体当たりがメインの攻撃である。必殺技は、ワイヤーを貼って遠心力をかけて体当たりする「ハンマー・サドン・デス」。また、マキビシをまいたこともあった。
ファントムブレード(Phantom Blade)
シリーズ - エアロ
シャーシ - スーパーX、スーパーXX
草薙漸のマシン。グリップ力が非常に強力で壁どころか天井まで張り付いて走行することが出来る。カウル側面の可動部が鋭利な刃物になっており、その刃物ですれ違いざまに切り裂いたり、刃物を下に向けて相手に覆いかぶさるようにして攻撃する。バイスイントルーダーと合体し「ファントムバイス」になる。
GJCサマーレース決勝戦（後にボルゾイにレースジャックされ、第2回ボルゾイオープン）で、烈矢のシャドウブレイカーZ-3を破壊し、シャドウブレイカーの後半身と共に溶岩の中に落ち溶けたが、新しく作り直された。終盤でMGストーンが搭載され重力制御ができるようになる。後にオレンジ色のファントムブレードに酷似したボルゾイマシンが多数登場する。
原作ではボルゾニックシステムを搭載されたマシンの一つ。オイルをまいたこともあった。
ファントムバイス(Phantom Vise)
シリーズ - リアル（バイスイントルーダー）、エアロ（ファントムブレード）
シャーシ - スーパーX（ファントムブレード）
バイスイントルーダーとファントムブレードが合体した状態。変形したバイスイントルーダーの下にファントムブレードが入り込み、合体する。バイスイントルーダー由来の硬質ワイヤーが使える上、合体によりパワーとスピードが格段にアップしており、マックスストームを繰り出そうとした通常の3.7倍のスピードでエアロチューブ内部を走るマックスブレイカーに追いついたほどのスピードと、マリナが切り札として所持している大神研究所特製バッテリーを搭載し、大神研究所製スペシャルモーターとの相乗効果により誇るファイヤースティンガーの最大トルクに匹敵するほどのパワーを誇る。バトルレースにおいては抜群の破壊力を誇る。また、MGストーンによる重力制御のパワーも合体前の4倍にパワーアップしている。M1決勝の最終レースで、ネロのディオマース・ネロを破壊しようとするも、MGストーンの制度の差から来るパワー差により力負けをし、マースグラビティを受けて2台共々破壊された。
ボルゾイアディーン(Борзая Один)
シリーズ - オリジナル
桜林アキラなどのボルゾイレーサーたちが使用するボルゾイスクールの主力マシン。基本的にバトルマシンだが生徒が独自に改造しており攻撃手段もフロントにナイフを展開するもの、サイドにナイフを展開するもの、弾丸で攻撃する等それぞれ違う。フロントやリアウイングの形状が違うものもある。26話からウイングを展開して短時間空を飛ぶ「アディーン・クルイロー」を使用するものが登場。フロントにニードルも展開できニードルによる体当たりやウイングによる攻撃で地上や空から攻撃する。以降登場するボルゾイアディーンは多くがこのタイプとなっている。豪樹たちに蹴散らされてばっかりだが、一文字博士いわく「かなり優秀なマシン」である。
ディオマース・ネロ(Diomars Nero)
シリーズ - リアル、フルカウル
シャーシ - VS
ネロ・ステラ・ボルゾイのマシン。ネロいわく「史上最強のミニ四駆」。アニメでは42話で大神博士が制作し始め、完成した43話から初登場。4WSという前後輪ステアリングを搭載しており、驚異的なコーナリングを実現している。通常形態のサーチモードと攻撃形態のターミネートモードに状況に併せて変形する。MGストーンという特殊な物質の力によって広域の重力場を発生させ、コース諸共他のマシンを叩き潰す「マースグラビティ」を使うが、これを実行するとマシンに過剰な負荷がかかる。
原作では、ボルゾニックシステムを搭載されたマシンの一つ。重力は操らないがフロントを稼働させて攻撃してきたり、接触した相手の電池だけを溶かしたり、変形部分をプロペラのように回して着地を安定させたり、後部にブースターを仕込んであるなど様々な機能を見せた。しかし、マシンが高い性能に耐えきれず徐々にダメージが蓄積されていき、最終的に大破した。
ディオマースは戦う神を意味する。
量産型ディオマース
シリーズ - リアル
アニメのMAX編で、アメリカで開催されている第2回WGPやその他のレースに乱入してきたボルゾイチームの使用するディオマース・ネロの量産型。様々なカラーリングがある。動力となるMGストーンが希少なため、「マースグラビティ」を使えるかどうかは不明。
劇中ではアイゼンヴォルフ、シルバーフォックス、USAチャンプのマシンを次々にクラッシュした。劇中での攻撃は体当たりのみであるが、グランプリマシンやUSAチャンプのマシンを、猛スピードで追いついた上に軽く弾き飛ばしていることからも、その性能はオリジナルに劣らず非常に優秀。

### USAチャンプのマシン
いずれもバックブレーダーをベースしたマシンである。45話で第2回WGPの途中に乱入したボルゾイチームの量産型ディオマースにクラッシュされた。
エアブレーダー(Air Blader)
シリーズ - リアル
グレンが使用するマシン。バックブレーダーをベースに独自の改造が施されている。マシンのフロントとリアに備え付けられたバーニアから竜巻を放出する「ジェットツイスター」という技がある。
マリンブレーダー(Marine Blader)
シリーズ - リアル
マリーンが使用するマシン。バックブレーダーをベースに独自の改造が施されている。水を操る「ウォータードラゴン」という技を持っており、ファイヤースティンガーの「フレイムバード」を一瞬で鎮火させるほどの威力を誇る。
ランドブレーダー(Land Blader)
シリーズ - リアル
テリーが使用するマシン。バックブレーダーをベースに独自の改造が施されている。非常に頑丈で、バトル本場のアメリカのマシンだけあって、並みのボルゾイチームの攻撃ではビクともしなかった。

### その他の登場マシン（MAX編）
レッドソード(Red Sword)
シリーズ - オリジナル
シャーシ - カスタム
大善一馬のマシン。通常のミニ四駆と形が大きく異なり、ペットボトルを縦に割ったようなあまりレーシングマシンらしくない形状をしている。ブルーソードとフォーメーションをとることで必殺技「レインボーツインランサー」を使うことができるが、左京のボルゾイラキエータのメテオバーニアには勝てなかった。後にレインボーツインランサーの強化版「レインボーツインジャベリン」を開発したが、結局使われずに終わり技の詳細は不明のまま（一回、未完成ながらも練習走行時に使用している）。一台だけでは特別な必殺技を持たず、大きな特徴は無い。M-1予選にて左京のラキエータIIに敗北。
ブルーソード(Blue Sword)
シリーズ - オリジナル
シャーシ - カスタム
大善力のマシン。元々は兄である一馬のもう一台のマシンだが、大会では1人で2台同時に使えないため、弟に託された。レッドソードと交差するように動いて3台マシンがあるように見せかけるなど、様々なフォーメーションを取ることで力を発揮する。後部にレッドソードとの連結ジョイントが付いていて、連結して1台のマシンのようになる。M1では第一次予選で竜平のストームクルーザーと共にスタートしたが、第二次予選で烈矢のナックルブレイカーに敗北。
ストームクルーザー(Storm Cruiser)
シリーズ - エアロ
シャーシ - スーパーX
服部竜平のマシン（アニメでは2代目マシン）。MAX編39話から登場。スリップストリームに入っていたとはいえ、ナックルブレイカーのナックルストームに貼り付けるほどのスペックを誇る。
初参戦である川下模型店10周年記念大ミニ四駆レースの優勝マシンとなった。M-1決勝に進出するが、左京のラキエータIIと共にマリナのフェニックススティンガーが放ったバーニングショットで、一文字兄弟のマシンを守るために中破。その後、敵である草薙兄弟のファントムバイスと2台を道連れに自爆しようとしたフェニックススティンガーを庇い、コースにぶつかって粉々になった。
アニメでは市販のシャイニングスコーピオンのボディを改造した設定だったが、原作では竜平が楠大吾と一緒に共同制作したオリジナルマシンとして登場。竜平のコーナーリングテクニックと大吾のパワーが合わさっている。しかし、リョウからはストレートとコーナーどっちつかずの半端なセッティングと言われた。ルーキー戦では第1ステージを難なく突破したが、第2ステージで草薙兄弟のマシンに破壊された。
GB用ゲーム『ミニ四駆GB Let's&Go!!オールスターバトルMAX』の予約者抽選の賞品「シャイニングスコーピオンX」の色替え（リペイント）デザイン品である。

### 市販されたミニ四駆の改造マシン
MAX編のアニメ版では、無印編とWGP編（漫画版、劇場版も含む）に登場したミニ四駆が市販品として量産されている。また、キット化されていないネイティブ・サンも市販品として登場している。
ビクトリーチャンプ(Victory Champ)
シリーズ - フルカウル
シャーシ - スーパー1
松ひとしのマシン。市販のビクトリーマグナムをベースにした改造車。何度壊されても復活するタフなマシン。藤吉が得意とするコバンザメ走法で、よく豪樹のマックスブレイカーおよびブレイジングマックスの後ろにくっ付いていた。ボルゾイオープンで大破した後修理してから名前を「ニュービクトリーチャンプ」に改名。以降は一部を除いてこの名前を通しておりアニメ最終レースのM1もこの名前で出場した。M1第一次予選では一緒にスタートした大吾のGBSフォーミュラーの後ろにくっ付いていたり、陣のバイスイントルーダーに攻撃を受けた烈矢のナックルブレイカーも押し出した。最下位（第4位）とはいえ、数少ないM-1完走マシンの一つとなった。MAX編39話ではドイツ製モーターを搭載し「ネオビクトリーチャンプ」に改名した。川下模型店レースではモーターの力によってスタートで大差を付けるも第1コーナーを曲がりきれずコースアウトしてしまった。MAX編40話では「ネオネオビクトリーチャンプ」に改名して走ってるところをネロの目に留まり、ネロによってMGストーンが搭載され、ソニックシリーズ（劇中ではバンガードソニック）のコーナリングとマグナムシリーズの必殺走法「マグナムトルネード」を彷彿とさせる「ビクトリートルネード」を放っていたことがあった。
バンガードダウンタウン(Vanguard Downtown)
シリーズ - フルカウル
シャーシ - スーパー1
まなぶのマシン。市販のバンガードソニックをベースにした改造車。M1第一次予選で一馬のレッドソードと一緒にスタートしたが、敗退。
トライダガーまさおスペシャル(Tridagger Masao's Special)
シリーズ - フルカウル
シャーシ - スーパー1
まさおのマシン。市販のトライダガーＸをベースにした改造車。M1第一次予選で豪樹のブレイジングマックスと一緒にスタートしたが、敗退。
スーパーアバンテ（竜平仕様）(Super Avante Ryuhei's Specification)
シリーズ - レーサー
シャーシ - タイプ5
アニメでの服部竜平の初代マシン。見た目はオリジナルと同じだが、オレンジ色をカラーリングした市販のスーパーアバンテの改造車である。MAX編29話、31話から33話まで登場。
GBSフォーミュラー（ジービーエスフォーミュラー、GBS Formula）
シリーズ - フルカウル
シャーシ - スーパーFM
アニメでの楠大吾のマシン。市販のガンブラスターXTOをベースにした改造車で、「GBS」はガンブラスターシルエット(Gun Blaster Silhouette)の略。M1第一次予選でひとしのビクトリーチャンプと一緒にスタートし、第二次予選で豪樹のブレイジングマックスに敗北。敗退後も決勝進出した一文字兄弟・竜平・左京のマシンと共にレース特訓をしたが、途中でモーターがオーバーヒートした。
ドラゴンアックス(Dragon Axe)
シリーズ - フルカウル
シャーシ - スーパー1
西条恵一のマシン。市販のスピンアックスをベースにした改造車。M-1第一次予選で烈矢のナックルブレイカーと一緒にスタートし、第二次予選で竜平のストームクルーザーに敗北。
ハープンブロッケン(Haken Brocken)
シリーズ - フルカウル
シャーシ - スーパーFM
和男のマシン。市販のブロッケンギガントをベースにした改造車で、シルバーをカラーリングにしている。マシンのいたるところにレイスティンガーのような槍が飛び出す仕掛けのバトルマシン。これを駆使して999台のマシンを血祭りに上げていた。1話にて豪樹のマックスブレイカーが最初に対決したマシンである。GJCウインターレースやM-1にも出場したが、前者では途中でリタイヤ、後者では惜しくも一次予選で敗退。和男の子分たちも使用しているが、カラーリングは異なる。
ファイターレディマグナム(Fighter-Lady Magnum)
シリーズ - フルカウル
シャーシ - スーパー1
MAX編25話のみ登場。ファイターに憧れているファイターレディこと堂本サユリが、模型店で市販のファイターマグナムVFXとミニ四駆のパーツを購入して作った。1話限りであったものの、元GJC優勝者の改造したマシンだけあってその性能は高く、豪樹のマックスブレイカーやひとしのビクトリーチャンプに全く引けを取らない活躍を見せ付けた。
根性丸(Konjoumaru)
シリーズ -　レーサー
MAX編18話のみ登場。源さんが、ひとしから購入したミニ四駆（ベースとなったマシンは不明だが、レーサーミニ四駆と思われる）を改造したマシン。山さんには「丸って普通、船に付けるものだろうに……」と突っ込まれるも、本人は気にしていない。細かい作業が苦手な源さんでも、なんとか完成した。砂風呂コースの途中で、源さんはひとしが売っていたミニ四駆のパーツをすべて買いトップに躍り出たが、女湯に入ってリタイアした。
ガーガーゲコゲコ号(Ga-Ga Geko-Geko Gou)
シリーズ - リアル
シャーシ - スーパーTZ
MAX編18話のみ登場。山さんとタメさんが、ひとしから購入した市販のバックブレーダーを改造したマシン。激流風呂の上でも平気で走るが、山さんとタメさんが追い付いていけずにリタイアした。
ガンブラスター3W(Gun Bluster 3W)
シリーズ - フルカウル
シャーシ - スーパーFM
MAX編18話のみ登場。スティーブと拓也が、ひとしから購入した市販のガンブラスターXTOを改造したマシン。ジャングル風呂コースは通過したが、独流風呂コースでスティーブと拓也が流されてリタイアした。
ブラックプロトセイバー(Black Proto Saber)
シリーズ - フルカウル
シャーシ - スーパー1
元ボルゾイレーサーで、竜平の同級生のイガミトラヒコが使用するマシン。MAX編29話のみ登場。プロトセイバー600をベースに、フロントについたノコギリローラーを、チェーンで延長させる技でレースの妨害をする。

### 漫画のみ登場（MAX編）
ビートマグナムTRF
ビートマグナムTRFを参照。
バニシングゲイザー(Vanishing Geyser)
シリーズ - エアロ
シャーシ - スーパーTZ-X
NAアストロレンジャーズの使用マシン「バックブレーダー」の後継機。エアブレーキを搭載しているなどバックブレーダーの性能を受け継ぐに相応しい高性能ハイテクマシンであり、劇中では主にクリフ率いるNAアストロレンジャーズの後輩チーム、「アストロレンジャーズ・ユース」のメンバーが使用。豪樹たちを始めとするルーキーレーサーたちを苦しめた。
デザートゴーレム(Desert Golem)
シリーズ - エアロ
シャーシ - VS
カリーム・ハメドのマシン。重量級のマシンでフロントには車高のリフトシステム、リアにはタイヤとキャタピラの切り替えシステムがついており、オフロードに強い。また、頑強で非常にパワーがあり、草薙兄弟の攻撃に対して全くダメージを受けず、巨大な岩を押して動かし2人のマシンを破壊した。

## 爆走兄弟レッツ&ゴー!! Return Racers!!&レッツ&ゴー!! 翼ネクストレーサーズ伝
ウイングマグナム(Wing Magnum)
シリーズ - フルカウル
シャーシ - AR
翼の初代マシン。母親に買って貰ったものを改造したもので、デザインはサイクロンマグナム及びビートマグナムに酷似しているがフロントカウルが存在せず、代わりにフォーミュラカーを思わせる小型のフロントウイングがついている。ジュンのマシンには差をつけたがピーターのマシン殿勝負では同じくらいのスピードでコーナーに突入しても曲がりきれずコースアウトした。それでも諦めず何か狙いがあるかのように同じコーナーでコースアウトをし続けた。
Zウイングマグナム(Z Wing Magnum)
シリーズ - フルカウル
シャーシ - AR
翼の狙いに気づいた豪が戒めとして飾ってあったクラッシュしたF1パーツを使ってフロントパーツを作りそれをウイングマグナムにつけたマシン。最初はセッティングが合わず酷い走りだったがオーバースピードで坂を飛び出してからは空中でコーナーリングをするなどまるで翼がはえたような脅威の空中性能をみせピーターのマシンを抜き去った。このようにフロントのカウルが風を受けると滑空し空中で曲がる構造になっていて後に『ペガサス走法』と名付けられた。
ビークスティンガーG(Beak Stinger G)
シリーズ - フルカウル
シャーシ - AR
クラッシャージローが破壊したビークスパイダーとブロッケンGとレイスティンガーを改造して一つにしたマシン。ビークスパイダーの空気の刃とブロッケンGのハンマーGクラッシュとレイスティンガーのレーザー誘導とZMC針を使うことができる。ハンマーGクラッシュには底部にスパイクが付いていて強化されておりさらに、レーザー誘導と組み合わせてより高いところから落下する「ハンマーRクラッシュ」という新技まで作り出した。この技は落下して攻撃するだけでなくはずれてもその時の衝撃で発生した破片で攻撃することもできる。この技でぼろぼろになったビークスティンガーGをみて昔を思い出したジローは改心をして正々堂々と星馬兄弟と勝負し、その後元の3台のマシンに戻されて持ち主の元に返された。
雑誌では初登場の話は「ビーク・G・スティンガー」の名称になっていたが次の話で「ビークスティンガーG」に変更された。単行本では最初から「ビークスティンガーG」に修正されている。
ウルフファング
シリーズ - フルカウル？
シャーシ - AR？
ミニ四駆部(チームペガサス)の牙光太郎が使用。全身が爪のようなデザインで初登場は荒々しい走りを見せ、後にコーナー重視のセッティングだと明かされた。製品化の予定は未定。
インフィニティー∞
シリーズ - フルカウル？
シャーシ - AR？
VRゲームセンターのVRコースに、キングとして君臨する少年覆面レーサー「アオキング」が使用するマシン。
ボディを覆う∞を象った外部フレームは、お邪魔キャラの妨害攻撃を受けてもびくともしない強度を誇るだけでなく、荷重コントロールでスラローム走行したりパワーを無駄なく路面に伝えてフルパワーで突っ切るなど、トラクションコントローラーと思しき機能も備える。製品化の予定は未定。
ダークアーマーG&ホワイトアーマーG
シリーズ - フルカウル？
シャーシ - AR？
VRレースに出没する謎の存在「神」ことゴッドアイ(細木 貴士)のマシン。VRではダーク、現実ではホワイトを使用。VRでは炎を吐く「デスファイヤアタック」や、ホイールから突き出ているスパイクで側面への攻撃も行うバトルマシン。現実でもゴットアイが卑劣な手を使って対戦相手を苦しめた。製品化の予定は未定。
これらのマシン以外にも『翼　ネクストレーサーズ伝』ではラヴディーブル、エアロアバンテ、動物ミニ四駆シリーズ、ヘキサゴナイト、レイザーバック、ジオグライダー、バビロンエンド、ロードガイル、マッハフレーム、カッパーファング、など連載中に発売されたマシンが多数登場していた。

## 爆走兄弟レッツ&ゴー!!GIRL
ホームランマンタレイWGP(Homerun Manta Ray WGP)
シリーズ - レーサー
佐上ジュンの3代目マシンで、ホームランマンタレイのグランプリ仕様。ボディはビクトリーズのマシン同じZMC-γで出来ており、モーターはビクトリーズが開発した最新鋭のモーター「アトミックモーター・タイプV3」が使用されている。また、GPチップも搭載されている。
フラワーバイパー(Flower Viper)
シリーズ - リアル
三国チイコの2代目マシンで、スピンバイパーのベース機。最初からグランプリマシンとして製作されたスピンバイパーをベースにしているため、性能は非常に高い。GPチップも搭載されており、スピンバイパーの必殺走法「ライトニングドリフト」も使用可能になった。
インフィニティブレイカーZ-0(Infinity Breaker Z-0)
シリーズ - エアロ
Zナンバーズの試作型で、Zナンバーズの0（ゼロ）号機。Z-0は（ズィー・ゼロ）と呼称する。ドラマCD『GIRL』本編にて、新井ミナミが一文字博士に借りて使用した。本来ならナックルブレイカーよりも前にロールアウトするはずだったが、空気の流れが非常に不安定であったため、完成がずいぶんと遅れた模様。
アニメ本編には登場せず、製品化もされていないため形状は不明。

## ゲームの登場マシン
シャイニングスコーピオン(Shining Scorpion)
シリーズ - フルカウル
シャーシ - スーパー1、スーパー2
SFC用ゲーム『ミニ四駆 シャイニングスコーピオンレッツ&ゴー!!』に登場する主人公のマシン。同作の主人公と黒沢とのレースを見ていた土屋博士がその熱意を評価し託してくれる。ZMC製のボディが特徴。スピードが上がるとボディの青色の部分が青→紫→赤と変化する。
原作・アニメに登場したものは試作型か実験型を参照。
ゴールドスコーピオン(Gold Scorpion)
シリーズ - フルカウル
シャーシ - スーパー1
SFC用ゲーム『ミニ四駆シャイニングスコーピオン レッツ&ゴー!!』に登場。金色のシャイニングスコーピオンで、主人公がSGJCで1位を取ると土屋博士からもらえる。シャイニングスコーピオンと違ってスピードが上がっても色は変化しない。ボディはゲーム中で最軽量かつ空力性能も最高クラスだが改造が一切できないため、ゲーム中では通常の小径ホイールより格段に優秀な大径ホイールが装備できず、タイムを求める場合は結果的に一番遅くなる。
ビートマグナムTRF(Beat Magnum TRF)
シリーズ - フルカウル
シャーシ - スーパーTZ
PS用ゲーム『ミニ四駆 爆走兄弟レッツ&ゴー!!WGPハイパーヒート』に登場するビートマグナムのTRF仕様。同作の主人公が6人目のビクトリーズのメンバーとなったと同時に土屋博士に託された。グランプリマシンだが、通常のミニ四駆としても使用している。
後にMAX編（原作のみ）では土屋博士のマシンとして登場。土屋が豪樹がマックスブレイカーの力を引き出せていないことを示すために、一緒に走らせ何度も勝利した。
究極マシン(Ultimate Machine)
シリーズ - フルカウル、リアル、エアロ、オリジナル
シャーシ - スーパー1、スーパーFM、スーパーTZ、オリジナルSS、スーパーLM、スーパーX、カスタム
PS用ゲーム『エターナルウィングス』に登場。プロフェッサー・ボルゾイが各レーサーのマシンのデータをコピーした物。ボディはメッキになっているが、性能とシャーシは各レーサーのマシンと同じで、烈とホワァンには「人マネマシン」と呼ばれている。
シャイニングドラゴン(Shining Dragon)
シリーズ - フルカウル
SFC用ゲーム『POWER WGP2』に登場するホワァン以外の光蠍メンバーの2代目マシン。
シャイニングスコーピオンの量産型とも呼べる緑のマシンでボディはZMC製ではなく、強化プラスチック製であり、チューニングも異なる。シャイニングスコーピオンの生みの親である岡田鉄心自らの手で製作された。
ホワァンのシャイニングスコーピオンと共に必殺技「昇龍乱舞」が使える
名称は英語で「輝く龍」を意味する。
シュヴァリエ・ド・ローズ(Chevalerie de Rose)
シリーズ - オリジナル
SFC用ゲーム『POWER WGP2』に登場するレ・ヴァンクール（フランスチーム）の使用マシン。チームメンバーのアーム（レイ）が提供したレイスティンガーのデータを基に改良したもの。レース当初は相手マシンの後方に走り、後に驚異的な速度で逆転勝利するという走り方をしている。しかし、その実態は「GPチップハッキング・システム」と呼ばれる特殊機能を搭載し、相手チームのマシンの隣に接近して相手マシンのGPチップにハッキングを行い、記憶された走行をコピーするインチキスレスレ（または反則寸前）のマシンである。
必殺技は「ファイナルレボリューション」
ピラミタルスフィンクス(Pyramidal Sphinx)
シリーズ - オリジナル
SFC用ゲーム『POWER WGP2』に登場するエンシェントフォース（エジプトチーム）の使用マシン。名称通りスフィンクスをモチーフにしたデザインであるが、メンバーを催眠術で操っている大神博士によってバトルマシンとしての改造が施されており、リーダーであるラーのマシンにおいては「テレポーテーション機能」まで備わっている。後にラーが洗脳から開放された際には大神博士によってマシンを暴走させられるが、ビクトリーズと全てのWGPチームリーダーの協力によって無事暴走は治まり、持ち主の元へ戻る。
ギャラクティカセイバー
SFC用ゲーム『POWER WGP2』に登場する女子中学生やよいの使用マシン。セイバー600の改造マシンで最初は始めたばかりでタイヤが取れたりしていたがメキメキと上達していき黒沢・まこと・ジュン・おさむ・たつやで結成された黒沢連合に友達と共に勝負を挑み1度は敗北したものの2度目のポイント制レースで勝利を収める。その勢いでビクトリーズにも勝負を挑んだ。
必殺技は「ギャラクティカトルネード」
プリティセイバー
SFC用ゲーム『POWER WGP2』に登場するやよいの友達のゆりのマシン。セイバー600の改造マシンでやよいがミニ四駆をやってる姿に感化されて作った。必殺技は「スーパーダッシュ」
キューティーセイバー
SFC用ゲーム『POWER WGP2』に登場するやよいの友達のよりこのマシン。セイバー600の改造マシンでやよいがミニ四駆をやってる姿に感化されて作った。必殺技は「キューティースピンターン」
ビューティセイバー
SFC用ゲーム『POWER WGP2』に登場するやよいの友達のりえのマシン。セイバー600の改造マシンでやよいがミニ四駆をやってる姿に感化されて作った。
キャンディーセイバー
SFC用ゲーム『POWER WGP2』に登場するやよいの友達のるみこのマシン。セイバー600の改造マシンでやよいがミニ四駆をやってる姿に感化されて作った。うさぎのシールが貼られているのが特徴で傷が付くと怒る。
ライトニングセイバー
SFC用ゲーム『POWER WGP2』に登場するたつやのマシン。けんいちとのレースでは敗北し、黒沢連合と女子中学生の1度目の対決では最下位、2度目の対決では自分が足を引っ張ったようなものだと後悔するなど作中での戦績はあまり良くない。